# Getúlio Vargas
Getúlio Dorneles Vargas GCTE • GCA (São Borja, 19 de abril de 1882 – Rio de Janeiro, 24 de agosto de 1954) foi um militar, advogado e político brasileiro. Foi o presidente do Brasil de 1930 até 1945, durante a Era Vargas, e, posteriormente, de 1951 até o seu suicídio em 1954.
Liderou a Revolução de 1930, depondo o 13.º e último presidente da Primeira República Brasileira, Washington Luís, e impedindo a posse do presidente eleito em 1.º de março de 1930, Júlio Prestes. Após isso, foi chefe do governo provisório de 1930 a 1934, período em que lidou com a Revolução Constitucionalista de 1932. Em 1934, foi eleito presidente da república do governo constitucional pela Assembleia Nacional Constituinte. Em 1937, aplicou um golpe de Estado e instaurou o Estado Novo, presidindo o país como ditador até o ano de 1945, quando foi deposto. Em 1951, voltou a presidir o Brasil após ter sido eleito por voto direto. Devido a pressões políticas, cometeu suicídio no dia 24 de agosto de 1954, com o disparo de um revólver calibre 32 no coração. A morte de Vargas foi em seu próprio quarto, no Palácio do Catete, na cidade do Rio de Janeiro, então capital federal.
Getúlio era chamado por seus simpatizantes de "pai dos pobres", por conta da legislação trabalhista e de políticas sociais adotadas sob seus governos. A sua doutrina e seu estilo político foram denominados de "getulismo" ou "varguismo", cuja uma das bases era o desenvolvimento nacional a partir de uma política de colaboração de classes. Os seus seguidores, até hoje existentes, são denominados "getulistas". As pessoas próximas o tratavam por "Doutor Getúlio", e as pessoas do povo se referiam a ele como "Getúlio". Até os dias de hoje, foi o único presidente que chegou ao poder por forma indireta e direta. Também foi o presidente que mais tempo permaneceu no cargo na história do Brasil.
Sua influência se estende até hoje, visto que muitas das instituições políticas, econômicas e sociais que criou, sob o comando direto da administração do Estado ou mediante regulação estatal, a exemplo da Vale, da Petrobás e da CLT, continuam a existir e operar em inúmeras áreas. Seu nome foi inscrito no Livro dos Heróis da Pátria, em 15 de setembro de 2010, pela lei nº 12 326.

## Juventude

### Origem

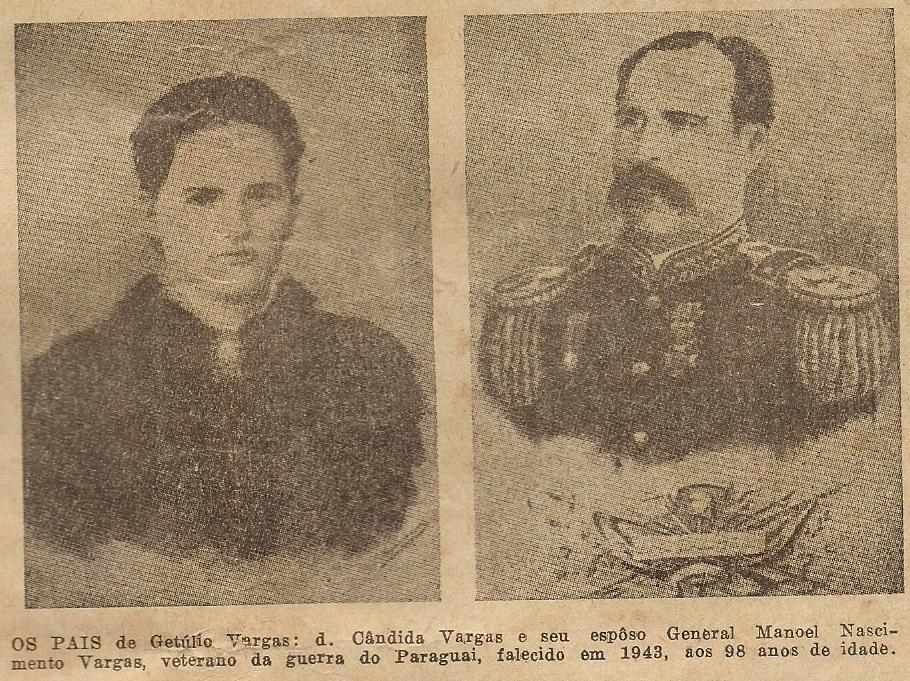
Pais de Getúlio Vargas: Cândida Francisca e o General Manuel Vargas

Getúlio Vargas nasceu em 19 de abril de 1882, no interior do Rio Grande do Sul, no município de São Borja (fronteira com a Argentina), filho de Manuel do Nascimento Vargas e de Cândida Francisca Dornelles Vargas. Na juventude, alterou alguns documentos, para fazer constar o ano de nascimento como 1883. Este fato somente foi descoberto nas comemorações do centenário de nascimento, quando, verificando-se os livros de registros de batismos da Paróquia de São Francisco de Borja, descobriu-se que Getúlio nasceu em 1882, constando no seu assento de batismo. A Revista do Globo, que fez uma série de entrevistas com Getúlio, em 1950, antes da campanha eleitoral, contou que Getúlio corrigiu os repórteres dizendo que nasceu em 1883.
Vargas provinha de uma família de estancieiros da zona rural da fronteira com a Argentina. A maior parte dos antepassados de Getúlio foram colonos portugueses do arquipélago dos Açores que emigraram para o Rio Grande do Sul, em meados do século XVIII. Vargas também descendia dos primeiros povoadores de São Paulo. Era descendente de Amador Bueno, personagem de destaque na história de São Paulo e patriarca de muitas famílias brasileiras, não apenas de São Paulo, mas também de Minas Gerais, Goiás e do Sul do Brasil. Uma vez na presidência, vários pesquisadores quiseram encontrar alguma origem nobre na sua árvore genealógica, mas Getúlio Vargas demonstrou falta de interesse no assunto. Na ocasião, Vargas disse: "Nesta matéria de genealogia é melhor não aprofundar muito, porque às vezes pode-se ter a surpresa de acabar no mato (índios) ou na cozinha (negros)". De fato, Vargas descendia remotamente de indígenas do século XVI, dentre os quais do cacique Piquerobi, líder tupiniquim. Uma genealogia detalhada de Getúlio Vargas foi escrita pelo genealogista Aurélio Porto, Getúlio Vargas à luz da Genealogia, publicada pelo Instituto Genealógico Brasileiro em 1943.

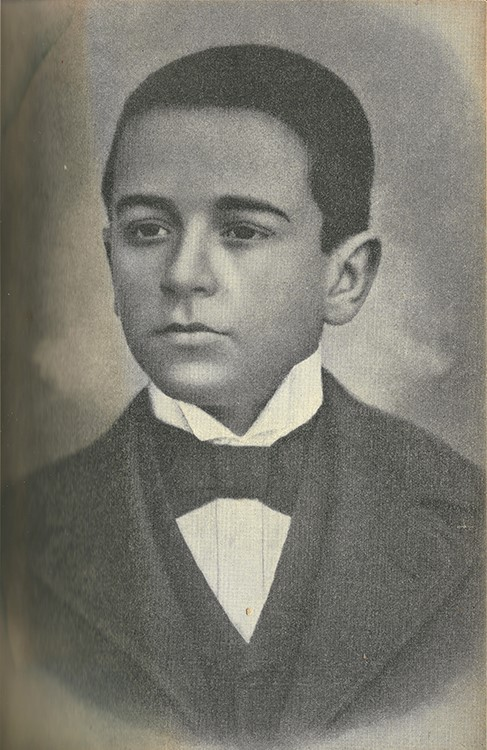
Getúlio Vargas aos doze anos, por volta de 1894

Getúlio durante sua vida, sempre se manteve ligado à principal atividade econômica dos pampas, a pecuária, e, assim iniciou seu discurso, em Uberaba, durante a campanha presidencial de 1950: "Quero que saibam que lhes vou dizer as coisas na linguagem simples de companheiro! Nossa conversa será no jeito e estilo daqueles que os fazendeiros costumam fazer de pé, junto à porteira do curral". Getúlio possuía, em 1950, três estâncias: Itu e Espinilho, em Itaqui, e a estância Santos Reis, em São Borja.
O líder político gaúcho Pinheiro Machado foi um dos primeiros a perceber que Getúlio tinha aptidão para a política. Estudou em São Borja, depois em Ouro Preto e por último em Minas Gerais. Quando Getúlio estudou em Ouro Preto, ele e seus irmãos se envolveram numa briga que terminou com a morte do estudante paulistano Carlos de Almeida Prado Júnior em 7 de junho de 1897. O acontecimento precipitou a volta de Getúlio e de seus irmãos para o Rio Grande do Sul. Voltando ao Rio Grande do Sul, inicialmente tentou a carreira militar, tornando-se, em 1898, soldado na guarnição de seu município natal. Soldado, com apenas 16 anos, já que nascera em 1882, constatou a citada "Revista do Globo", em 1950.

### Estudos
Em 1900, matriculou-se na Escola Preparatória e de Tática de Rio Pardo, onde não permaneceu por dois anos. Em 1902 deixou a escola, solidarizando-se a alguns colegas que haviam sido expulsos por um incidente disciplinar. Foi transferido para Porto Alegre, a fim de terminar o serviço militar, onde conheceu os cadetes da Escola Militar de Porto Alegre Eurico Gaspar Dutra e Pedro Aurélio de Góis Monteiro. Com a patente de sargento, Getúlio participou da Coluna Expedicionária do Sul, que se deslocou para Corumbá, em 1902, durante a disputa entre a Bolívia e o Brasil pela posse do Acre.
Sua passagem pelo Exército Brasileiro e a origem militar (seu pai lutou na Guerra do Paraguai) seriam decisivos na formação de sua compreensão dos problemas das forças armadas, e no seu empenho em modernizá-las, reequipá-las, mantê-las disciplinadas e afastá-las da política, quando chegou à presidência da república.
Em 1904, Getúlio matriculou-se na Faculdade Livre de Direito de Porto Alegre, atual UFRGS. Em 1907, o Partido Federalista lançou uma grande campanha contra o domínio do Partido Republicano Rio-grandense (PRR), lançando às eleições de novembro para o governo do estado, a candidatura de Fernando Abbot, um dissidente republicano. Borges de Medeiros, então governador pela segunda vez consecutiva, não concorreu à reeleição, indicando a candidatura de Carlos Barbosa Gonçalves. Naquele ano, Vargas fundou o Bloco Acadêmico Castilhista com seus colegas de faculdade João Neves da Fontoura, Firmino Paim Filho, Maurício Cardoso e vários outros estudantes, em apoio à candidatura republicana. Como membro dessa organização, militou pelo partido na eleição daquele ano, quando também bacharelou-se em direito. Trabalhou inicialmente como promotor público junto ao fórum de Porto Alegre, mas decidiu retornar à sua cidade natal para exercer a advocacia. A orientação filosófica, como muitos de seu estado e de sua época, era o positivismo e o castilhismo, a doutrina e o estilo político de Júlio Prates de Castilhos.
Coube a Getúlio, que se destacara como orador, fazer o discurso, em 1903, nos funerais de Júlio de Castilhos. Na Juventude Castilhista fez amizade com vários jovens da elite do estado, que se destacariam na revolução de 1930, entre eles João Neves da Fontoura e Maurício Cardoso.

## Carreira política
Em 1909, elegeu-se deputado estadual pelo Partido Republicano Riograndense, o PRR, sendo reeleito em 1913. Renunciou ao 2º mandato de deputado estadual, pouco tempo depois de empossado, em protesto às atitudes tomadas pelo então presidente (cargo hoje intitulado governador) do Rio Grande do Sul, Borges de Medeiros, o "velho Borges", nas eleições de Cachoeira do Sul.

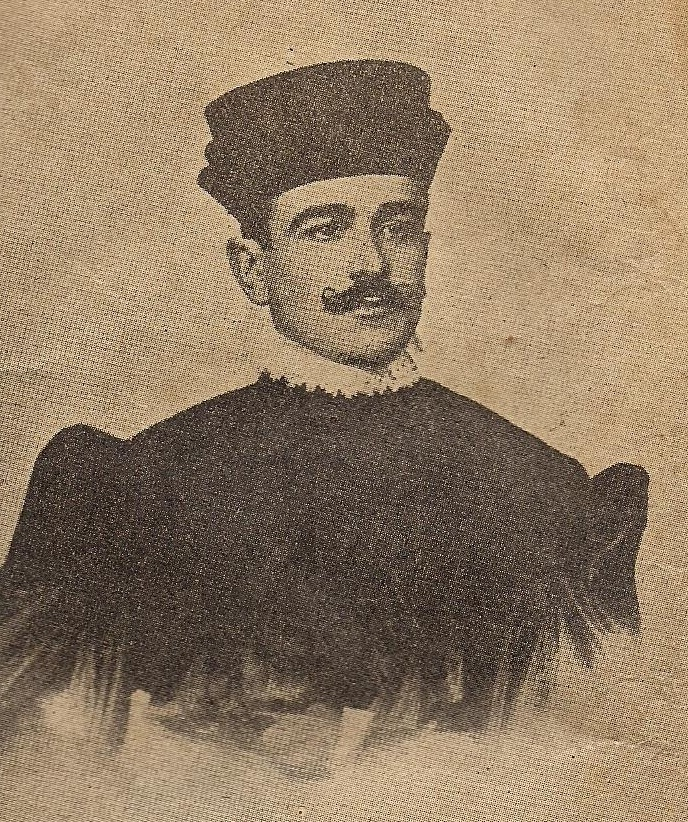
Getúlio formando-se em direito, ano de 1907

Retornou à Assembleia Legislativa estadual, chamada, na época, Assembleia dos Representantes, em 1917, sendo novamente reeleito em 1919 e 1921. Na legislatura de 1922 a 1924, Getúlio foi líder do PRR na Assembleia dos Representantes, e, segundo o suplemento especial da Revista do Globo de agosto de 1950, na condição de líder da maioria, Getúlio se mostrou conciliador e dirimiu conflitos do PRR com a minoria do Partido Federalista do Rio Grande do Sul, o qual, em 1928, tornou-se o Partido Libertador.
Em 1940, em uma conferência sobre a política externa do Brasil sob o governo de Getúlio, o ministro José Roberto de Macedo Soares relata que a atuação de Getúlio como deputado estadual foi fundamental para a concretização do Tratado Brasil-Uruguai, definindo as fronteiras entre os dois países. Macedo Soares lê o telegrama de agradecimento do Barão do Rio Branco a Getúlio e outros deputados gaúchos e diz:
Certo é que o deputado estadual, sr. Getúlio Vargas, prestou valioso apoio ao Barão do Rio Branco quando pronunciou o discurso de 9 de outubro de 1909 em prol do Tratado Brasil-Uruguai, para modificar suas fronteiras, e do qual resultou a concessão feita, espontaneamente por nosso país, à República Oriental, do condomínio da Lagoa Mirim e do Rio Jaguarão, estabelecendo princípios gerais para o comércio e navegação nestas paragens.
— José Roberto de Macedo Soares.

Quando se preparava para combater a favor do governo do Estado do Rio Grande do Sul na revolução de 1923, no interior do estado, foi chamado para concorrer a uma cadeira de deputado federal, pelo Partido Republicano Riograndense (PRR), na vaga aberta pelo falecimento do deputado federal gaúcho Rafael Cabeda. Eleito, tornou-se líder da bancada gaúcha na Câmara dos Deputados, no Rio de Janeiro. Completou o mandato de Rafael Cabeda em 1923, e foi eleito deputado federal na legislatura de 1924 a 1926, sendo líder da bancada gaúcha na Câmara dos Deputados neste período. Em 1924, apoiou o envio de tropas gaúchas ao Estado de São Paulo, em apoio ao governo de Artur Bernardes contra a Revolta Paulista de 1924, e, em um discurso na Câmara dos Deputados, criticou os revoltosos, alegando que: "Já passou a época dos motins de quartéis e das empreitadas caudilhescas, venham de onde vierem!". Porém, coube a Getúlio, em 1930, conceder anistia a todos os envolvidos em movimentos revolucionários da década de 1920.

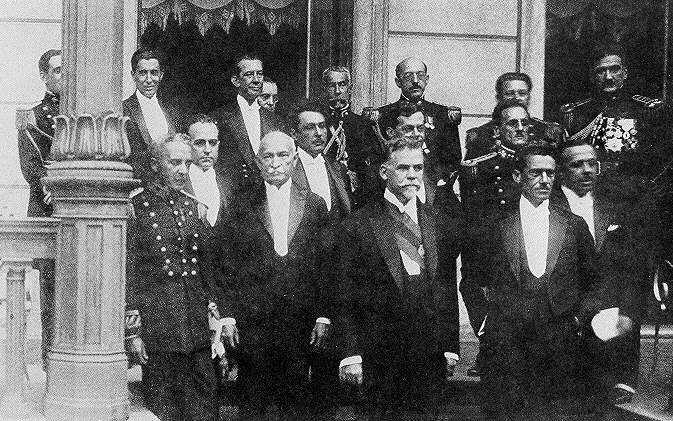
Getúlio (o primeiro à esquerda, na fileira do meio) é empossado ministro da Fazenda no governo de Washington Luís, em 1926.

Assumiu o ministério da Fazenda em 15 de novembro de 1926, permanecendo ministro da fazenda até 17 de dezembro de 1927, durante o Governo Washington Luís, implantando neste período a reforma monetária e cambial do presidente da república, através do "decreto nº 5 108", de 18 de dezembro de 1926. Washington Luís escolhera líderes de bancadas estaduais para serem seus ministros.
Em dezembro de 1926, foi criado o Instituto de Previdência dos Funcionários Públicos da União. Deixou o cargo de ministro da fazenda, em 17 de dezembro de 1927, para candidatar-se às eleições para presidente do Rio Grande do Sul, sendo eleito, em dezembro de 1927, para o mandato de 25 de janeiro de 1928 a 25 de janeiro de 1933, tendo como seu vice-presidente João Neves da Fontoura.
Quando Getúlio deixou o ministério, o presidente Washington Luís proferiu um longo discurso, elogiando a competência e dedicação ao trabalho de Getúlio Vargas, no qual dizia: "A honestidade de vossos propósitos, a probidade de vossa conduta, a retidão de vossos desígnios, fazem esperar que, de vossa parte e de vosso governo, o Rio Grande do Sul continuará a prosperar, moral, intelectual e materialmente".

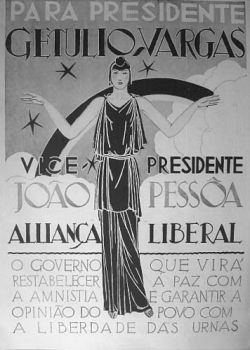
Cartaz de campanha de Getúlio Vargas para Presidente da República na eleição de 1930.

Sua eleição para presidente do Rio Grande do Sul encerrou os longos trinta anos de governo de Borges de Medeiros no Rio Grande do Sul. Tendo assumido o governo gaúcho em 25 de janeiro de 1928, exercendo, porém, o mandato somente até 9 de outubro de 1930. Glauco Carneiro, no livro Lusardo, o Último Caudilho, avalia assim o fim da "Era Borges de Medeiros" e a vitória de Getúlio, como candidato da conciliação entre PRR e Partido Libertador: "Elegia-se, Getúlio Vargas, como candidato da 'conciliação', presidente do Rio Grande do Sul. Em 25 de janeiro de 1928, ao completar trinta anos de domínio do sistema governamental gaúcho, Borges de Medeiros passava o cargo e encerrava sua carreira de ditador da política republicana". E neste livro Lusardo, o Último Caudilho, volume I, João Batista Luzardo assim descreve o governo de Getúlio no Rio Grande do Sul:
Quando assumiu a presidência do Estado (Getúlio) botou todo o pessoal da administração, da polícia, tudo para fora, porque – só para dar um exemplo – polícia aqui só dava bandido. Os capangas do Flores (da Cunha), os mais inocentes, tinham duas mortes nas costas. ... Bem, o finado Getúlio botou todos para fora, e empregou gente, sem se importar se era blanco (PRR) ou colorado (Partido Libertador), desde que fosse competente. Foi aí que o povo obteve mais liberdade sem distinção de partido. Aí os coronéis blancos desapareceram, quem não foi preso morreu de desgosto, e o banditismo que reinava foi desaparecendo, mas a situação foi se apaziguar mesmo em 1930, quando os dois partidos se juntaram para marchar contra o governo federal.
— Batista Luzardo.

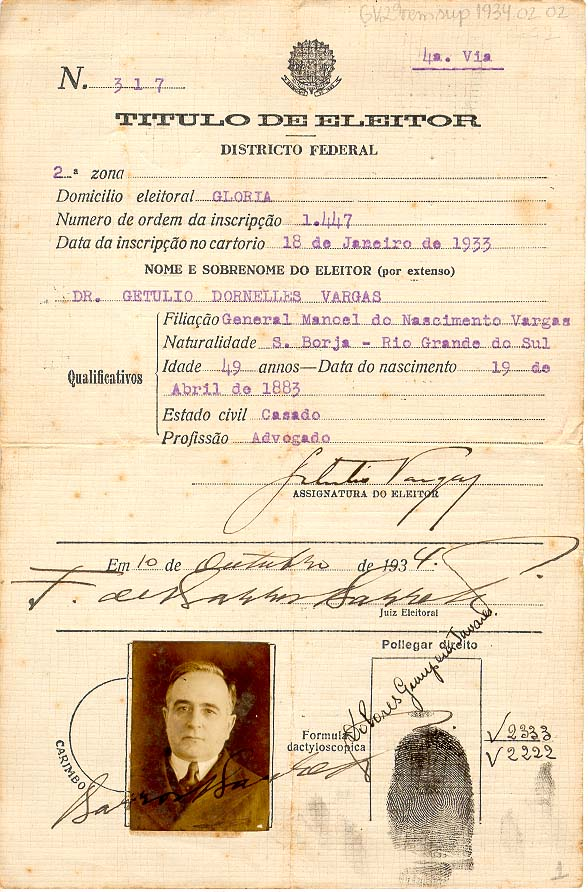
Título de eleitor de Getúlio Vargas.

Durante este mandato, quando se candidatou à presidência da República, Getúlio iniciou um forte movimento de oposição ao governo federal, exigindo o fim da corrupção eleitoral, a adoção do voto secreto e do voto feminino. Getúlio, porém, manteve bom relacionamento com o presidente Washington Luís, obtendo verbas federais para o Rio Grande do Sul e a autorização para melhoramentos no porto de Pelotas. Criou o Banco do Estado do Rio Grande do Sul e apoiou a criação da VARIG (Viação Aérea Riograndense). Respeitou também a vitória da oposição gaúcha, o Partido Libertador, em vários municípios do estado.
O seu governo no Rio Grande do Sul foi elogiado por Assis Chateaubriand, o principal jornalista da época, da revista O Cruzeiro, que afirmou que seu governo era um governo de estadista, despertando a atenção do país. Quando presidente do estado, continuou a se destacar como conciliador, conseguindo unir os partidos políticos do Rio Grande do Sul, o PRR e o Partido Libertador, antes fortemente divididos. Getúlio foi candidato único a presidente do Rio Grande do Sul, tendo sido apoiado pelo PRR e pelo Partido Libertador.

### Governo Provisório (1930–1934)

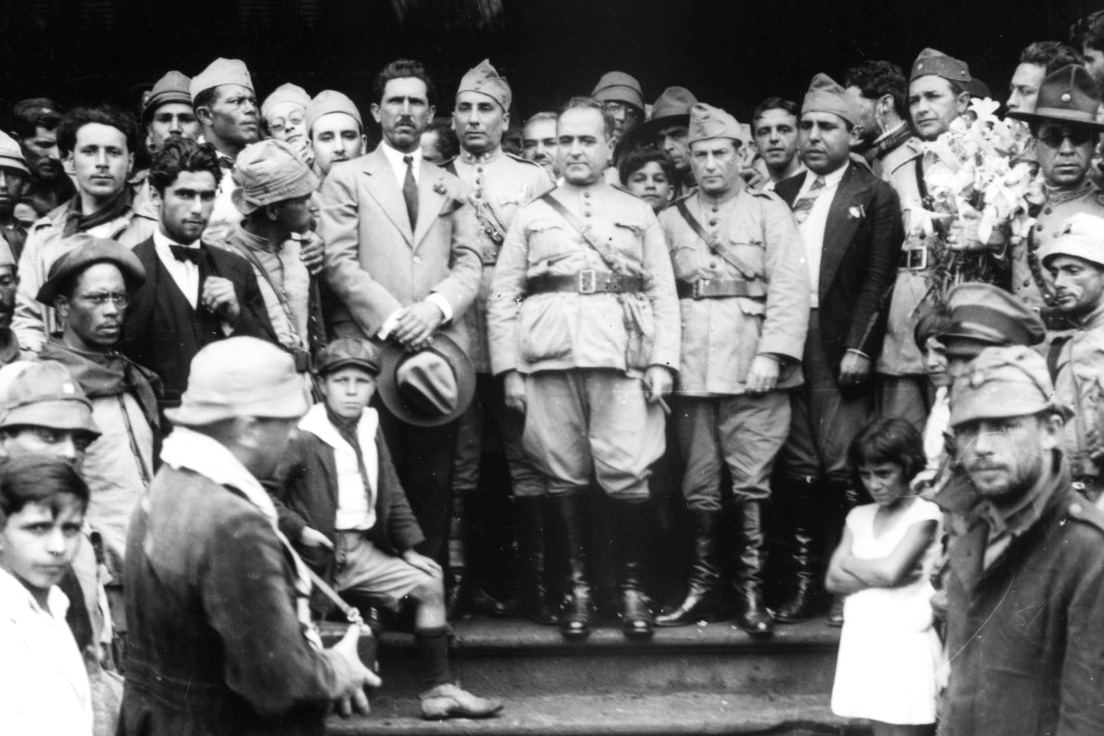
Getúlio Vargas após a revolução de 1930, que iniciou a Era Vargas.

A eleição para a presidência da república foi realizada no dia 1 de março de 1930, vencida por Júlio Prestes, com 1 091 709 votos contra 742 797 dados a Getúlio. Além de Getúlio Vargas e Júlio Prestes, o Bloco Operário e Camponês, concorreu também o operário Minervino de Oliveira, pelo Partido Comunista do Brasil (PCB), que obteve pequena votação. O pleito, como era praxe durante a chamada "República Velha", foi alvo de acusações de fraudes de ambos os lados. A Aliança Liberal, coligação entre os partidos PRM, PL e PRR, acusou o pleito de fraude. Borges de Medeiros reconheceu a vitória de Júlio Prestes, alegando que fraude houve de ambos os lados: "Fraude houve de norte a sul, inclusive aqui mesmo". Getúlio obteve 90% dos votos do Rio Grande do Sul. O assassinato de João Pessoa, que era governador da Paraíba e um líder da facção da Aliança Liberal (dissolvida após a derrota eleitoral de seus candidatos nas eleições presidenciais), ele foi um dos fatores que contribuíram para a crescente instabilidade política do país na época, não sendo o único ou o principal motivo da Revolução de 1930.

Mídia do governo.

Vargas chegou ao poder através de um golpe de Estado, que depôs o presidente Washington Luís e impediu a posse do presidente eleito Júlio Prestes. Ele se tornou chefe do governo provisório e, em seguida, presidente constitucional em 1934. Durante o seu governo, Vargas implementou uma série de medidas que visavam modernizar o país e fortalecer o Estado centralizado. Entre essas medidas, destacam-se a criação do Ministério do Trabalho, Indústria e Comércio, em 1930, e do Ministério da Educação e Saúde, em 1931. Além disso, Vargas nomeou interventores federais para governar os estados, que passaram a perder grande parte da sua autonomia política em relação ao governo federal. No entanto, a caracterização de Vargas como um ditador com poderes quase ilimitados é simplificada e não leva em conta a complexidade da política brasileira na época. Vargas teve que lidar com oposições internas e externas, com movimentos sociais e com crises econômicas e políticas ao longo do seu governo, que durou até 1945.
Em 1930 no meio de uma crise econômica e política que afetou principalmente as regiões produtoras de café. Para tentar estabilizar o preço do café, que havia caído drasticamente no mercado internacional, Vargas manteve a Política de Valorização do Café (PVC), que havia sido implementada pelo governo anterior. Além disso, Vargas criou o Conselho Nacional do Café em 1931, com o objetivo de planejar a produção, controlar a qualidade e incentivar o consumo do café. Em 1938, foi criado o Instituto do Cacau, com funções semelhantes em relação ao cacau. Embora essas medidas tenham sido importantes para o setor cafeeiro e para a economia do país como um todo, elas não foram adotadas apenas para atender às demandas das oligarquias cafeeiras. Vargas tinha uma visão nacionalista e desenvolvimentista para o país, que incluía a modernização da agricultura e a diversificação da economia.
Getúlio Vargas também é creditado, nesta época, pela Lei da Sindicalização, que vinculava os sindicatos brasileiros indiretamente — por meio da câmara dos deputados — ao Presidente.
Durante o período em que esteve no poder, Vargas buscou estabelecer uma relação direta com a população, através de uma política populista que valorizava a figura do líder carismático e buscava atender às demandas dos trabalhadores e das camadas mais pobres da sociedade. Nesse contexto, foram criadas diversas leis e instituições voltadas para a proteção dos direitos trabalhistas, como o Ministério do Trabalho, Indústria e Comércio, o Conselho Nacional do Trabalho e a Justiça do Trabalho. A CLT, porém, foi a principal realização de Vargas nesse campo. Aprovada em 1943, ela unificou a legislação trabalhista existente e estabeleceu novas normas e direitos para os trabalhadores, como a jornada de trabalho de 8 horas diárias, o descanso semanal remunerado, o salário mínimo, o direito à sindicalização e à greve, entre outros. Em resumo, a política populista de Vargas e as mudanças na legislação trabalhista durante o período tiveram um impacto significativo na história social e política do Brasil, e suas consequências ainda são sentidas até hoje.

### Revolução Constitucionalista de 1932
Em 1931, Getúlio Vargas derruba a Constituição brasileira, reunindo enormes poderes no Brasil. Isso despertou a indignação dos opositores, principalmente as oligarquias cafeeiras e a classe média paulista, que estavam desgostosos com o governo getulista. A perda de autonomia estadual, com a nomeação de interventores, desagradou ainda mais. Por mais que Getúlio tenha percebido o erro e tentado nomear um interventor oligarca paulista, estes já arquitetavam uma revolta armada, a fim de defender a criação de uma nova Constituição.
Quando quatro jovens estudantes paulistanos (Martins, Miragaia, Dráusio e Camargo) são assassinados no dia 23 de maio de 1932, diversos setores da sociedade paulista se mobilizam com o evento, e toda a sociedade passa a apoiar a causa constitucional. No dia 9 de julho do mesmo ano, a Revolução Constitucionalista de 1932, explode pelo estado. Os paulistas contavam com apoio de tropas de diversos estados, como Rio de Janeiro, Minas e Rio Grande do Sul, mas Getúlio Vargas foi mais rápido e conseguiu reter esta aliança, isolando São Paulo. Sem qualquer apoio, os flancos paulistas ficaram vulneráveis, e o plano de rápida conquista do Rio de Janeiro transformou-se em uma tentativa desesperada de defender o território estadual.

Os paulistas, chefiados por Isidoro Dias Lopes, permaneceram isolados, sem adesão das demais unidades da federação, excetuando um pequeno contingente militar vindo do Mato Grosso, sob o comando do general Bertoldo Klinger. É importante destacar que o movimento teve o apoio de amplos setores da sociedade paulista, incluindo trabalhadores, estudantes e intelectuais. O Partido Republicano Paulista PRP exerceu um papel importante na organização do movimento. A revolta era contra o governo de Vargas, que era visto como uma ameaça à autonomia estadual e à democracia.
De acordo com o historiador Boris Fausto, em seu livro "História do Brasil", Vargas enfrentou resistência dos militares ao lidar com a Revolução Constitucionalista, mas conseguiu contê-la com a ajuda de tropas leais e da Força Pública de São Paulo. Fausto destaca que a repressão ao movimento rebelde gerou grande comoção popular, mas Vargas se consolidou politicamente como líder do país. Outros autores, como Maria Helena Capelato em "São Paulo e a Federação, 1891-1937", apontam que a relação entre Vargas e os tenentes foi complexa e não se resumiu a uma ruptura unilateral do presidente com o grupo. Capelato destaca que alguns tenentes apoiaram a repressão à Revolução de 1932 e que Vargas, por sua vez, buscou se aproximar de setores militares que eram críticos aos tenentes.
Sem saída, o estado se rende em 28 de setembro.
Mesmo com a vitória militar, Getúlio Vargas atende alguns pedidos dos republicanos e aprova a Constituição de 1934.

### O Governo Constitucionalista (1934–1937)
A 18 de novembro de 1933 foi agraciado com a Grã-Cruz da Ordem Militar da Torre e Espada, do Valor, Lealdade e Mérito de Portugal. Ainda no mesmo ano, ele fez a auditoria da dívida externa brasileira, que foi mais tarde acordada em 1943 com os credores uma redução dela em 60%.
Getúlio Vargas convoca a Assembleia em 1933, que, em 16 de julho de 1934, promulga a nova Constituição, trazendo novidades como o voto secreto, o ensino primário obrigatório, o voto feminino e diversas leis trabalhistas. O voto secreto significou o fim do voto aberto preponderante na República Velha, quando os coronéis tinham a oportunidade de controlar os votos. A nova Constituição estabeleceu também que, após sua promulgação, o primeiro presidente seria eleito de forma indireta pelos membros da Assembleia Constituinte. No dia seguinte à promulgação, foi realizada a eleição presidencial, na qual Vargas saiu vitorioso.
Nessa mesma época, duas vertentes políticas começaram a influenciar a sociedade brasileira. De um lado, a direita fundava a Ação Integralista Brasileira (AIB), defensores de um Estado corporativista, inspirado no fascismo. Do outro, crescia a força de esquerda da Aliança Nacional Libertadora (ANL), patrocinada pelo regime comunista da União Soviética.
Estes movimentos políticos possuíam caráter nacional, diferentemente dos partidos dominantes durante a República Velha, que geralmente representavam o seu estado (São Paulo, Minas Gerais, Rio de Janeiro…). Essa tendência persiste até hoje. Em 27 de novembro de 1937 foi realizada a queima das bandeiras estaduais por Getúlio Vargas como um símbolo contra o sentimento regionalista do país.

### Intentona Comunista e Plano Cohen (1935–1936)

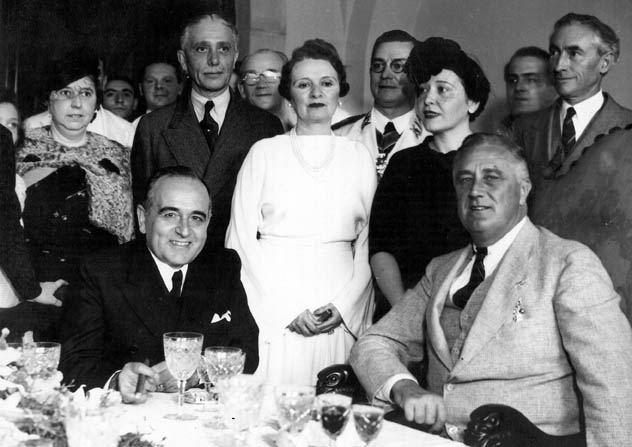
Getúlio Vargas e Franklin Roosevelt no Rio de Janeiro, em 1936.

Getúlio Vargas e o alto comando das Forças Armadas sempre se mostraram contra o comunismo, e usaram este pretexto para o seu maior sucesso político — o golpe de 1937. O PCB, que surgiu em 1922, havia criado a Aliança Nacional Libertadora, mas Getúlio Vargas a declarou ilegal, e a fechou. Assim, em 1935, a ANL (com o apoio da Internacional Comunista Comintern) montou a Intentona Comunista, uma revolta contra Getúlio Vargas, mas que este facilmente conteve. Em 1937, os integralistas forjaram o "Plano Cohen", sobre o qual se dizia que os comunistas planejavam uma revolução maior e melhor arquitetada do que a de 1935, e teria o amplo apoio do Partido Comunista da União Soviética. Os militares e boa parte da classe média brasileira, assim, apoiaram a ideia de um governo mais fortalecido para afastar a ideia da imposição de um governo comunista no Brasil. Com o apoio militar e popular, Getúlio Vargas derruba a Constituição de 1934 e declara o Estado Novo.

### Estado Novo (1937–1945)
| |  | |
| Propaganda do Estado Novo, mostrando Getúlio Vargas ao lado de crianças, símbolos do futuro do Brasil. |  | Carmen Miranda foi um símbolo da "Política da Boa Vizinhança", que consistia em ampliar os laços entre os Estados Unidos e a América Latina. |

A Constituição brasileira de 1937, que criou o "Estado Novo" getulista, tinha caráter centralizador e autoritário (Ver: Ditadura constitucional). Ela suprimiu a liberdade partidária, a independência entre os três poderes e o próprio federalismo existente no país. Vargas fechou o Congresso Nacional e criou o Tribunal de Segurança Nacional. Os prefeitos passaram a ser nomeados pelos governadores e esses, por sua vez, pelo presidente. Foi criado o DIP (Departamento de Imprensa e Propaganda), com o intuito de projetar Getúlio Vargas como o "Pai dos Pobres" e o "Salvador da Pátria". O governo iniciou uma expansão econômica para os territórios indígenas guarani-Kaiowás, os confinando em reservas indígenas.
A 6 de agosto de 1941 foi agraciado com a Grã-Cruz da Ordem Militar de Avis de Portugal.
Durante a Segunda Guerra Mundial, ao longo do ano de 1942, as marinhas da Alemanha Nazista e Itália Fascista estenderam a guerra submarina às águas do Atlântico Sul, atacando os navios de bandeiras de todos os países que haviam ratificado o compromisso da Carta do Atlântico, compromisso esse que era de se alinhar automaticamente com qualquer país do continente americano que viesse a ser atacado por um país de fora do continente. Isto implicou o alinhamento com os Estados Unidos, desde que estes foram atacados pelos japoneses em Pearl Harbor. Dias depois tiveram declarações de guerra enviada a eles pela Alemanha e Itália. A espionagem nazista no Brasil, baseada em São Paulo, foi intensa durante o conflito.
Vários navios mercantes brasileiros foram afundados no Atlântico em 1942, por submarinos alemães, não apenas no Atlântico Sul. Devido ao alarde dos casos pela imprensa, a população brasileira saiu às ruas para exigir que o governo, frente à agressão, reagisse com a declaração de guerra.
Os Estados Unidos tinham planos para invadir o nordeste (o Plan Rubber), caso o governo Vargas insistisse em manter o Brasil neutro. Mesmo com a atitude passiva do ponto de vista diplomático, com o governo brasileiro ainda se mantendo oficialmente na neutralidade, o estado de guerra se mostrou irreversível quando, a partir de maio daquele ano, aviões da FAB passaram a atacar qualquer submarino alemão e italiano que fosse avistado.
Apenas entre os dias 15 e 21 de agosto de 1942, cinco navios brasileiros — Baependi, Aníbal Benévolo, Araraquara, Itagiba e Arará foram torpedeados na costa nordestina (Sergipe e Bahia). No final daquele mês, o Brasil se uniu formalmente aos aliados, declarando guerra à Alemanha e Itália.

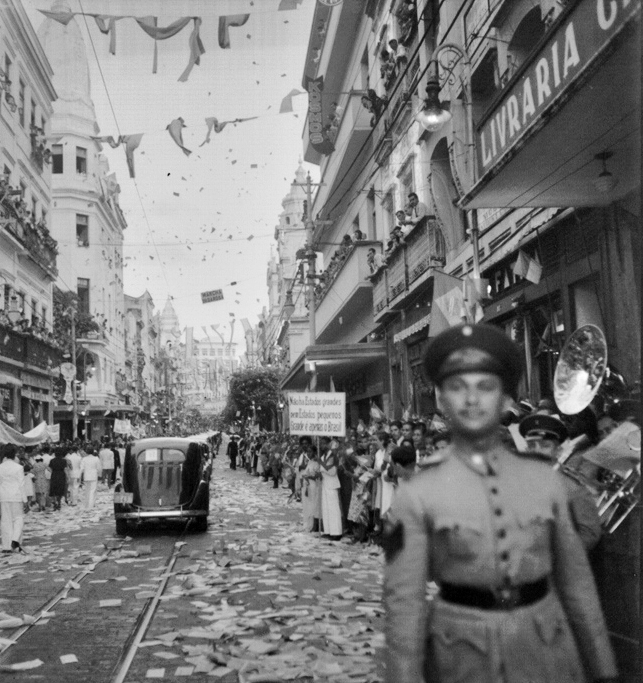
Recepção a Getúlio Vargas no Recife em 19 de outubro de 1940.

Neste período, Vargas também assinou o Tratado de Washington com o presidente norte-americano Roosevelt, garantindo a produção de 45 mil toneladas de látex para as forças aliadas, o que impulsionou o segundo ciclo da borracha, trazendo progresso para a região da Amazônia e também colonização, uma vez que só do nordeste do Brasil foram para a Amazônia 54 mil trabalhadores, a maioria do Ceará. Em meio a incentivos econômicos e pressão diplomática, os americanos instalaram bases aeronavais ao longo da costa norte-nordeste brasileira, sendo a base militar no município de Parnamirim, vizinho à capital Natal, no estado do Rio Grande do Norte, a principal dentre estas do ponto de vista militar, embora Recife tenha sido escolhida como sede do comando aliado no Atlântico Sul.
A participação do Brasil na guerra e a forma como a mesma se desenrolou, com o envio de uma força expedicionária ao teatro de operações do Mediterrâneo, acabou por ter um peso significativo para o fim do regime do Estado Novo.

### Declínio e fim da Era Vargas
O Manifesto dos Mineiros foi um documento de 1943 que marcou o início da oposição aberta ao Estado Novo, criticando abertamente o regime ditatorial daquele período. Assinado por políticos, intelectuais e empresários de Minas Gerais, exigia a redemocratização e era passado, clandestinamente, de mão em mão.
No dia 29 de outubro de 1945, Getúlio Vargas, como o próprio ressalta em sua carta-testamento, renunciou ante a iminência de ser deposto por um golpe militar, sendo conduzido ao exílio na sua cidade natal, São Borja. No dia 2 de dezembro do mesmo ano, foram realizadas eleições livres para o parlamento e presidência, nas quais Getúlio seria eleito senador pela maior votação da época. Era o fim da Era Vargas, mas não o fim de Getúlio Vargas, que em 1951 retornaria à presidência pelo voto popular.

## O intervalo 1945–1950

### Getúlio senador da República e seu apoio à candidatura Dutra

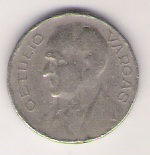
A efígie de Getúlio figurava as moedas de 100 e 300 réis (até 1942), e posteriormente a de 50 centavos de cruzeiro (até 1946). Também estampou a cédula de 10 cruzeiros.

Getúlio foi afastado do poder sem sofrer nenhuma punição, nem mesmo o exílio, como o que ele próprio impusera ao presidente Washington Luís ao depô-lo. Getúlio não teve os seus direitos políticos cassados e não respondeu a qualquer processo judicial. Getúlio Vargas retirou-se para sua estância em São Borja, a Estância Santos Reis, no Rio Grande do Sul. Getúlio apoiou a candidatura do general Eurico Gaspar Dutra, o ex-ministro da Guerra (hoje Comando do Exército) durante todo o Estado Novo, à presidência da República. O apoio a Dutra era uma das condições negociadas para que Getúlio não fosse exilado.
Serviu de lema para a campanha eleitoral de Dutra, uma frase de Hugo Borghi, publicada em jornais e panfletos, logo após Hugo Borghi voltar de São Borja, no dia 24 de novembro de 1945, e ter conseguido o apoio de Getúlio à candidatura de Eurico Dutra: "Ele disse: vote em Dutra". Getúlio não aceitava apoiar Dutra pois considerava Dutra um traidor que tinha apoiado o golpe de 29 de outubro, porém, Hugo Borghi fez Getúlio mudar de ideia, afirmando que, se a UDN ganhasse, elegendo Eduardo Gomes presidente da república, haveria um desmanche das realizações do Estado Novo e uma possível retaliação a Getúlio. Em 28 de novembro de 1945, Getúlio lança uma "Mensagem ao Povo" pedindo voto a Dutra. Nesta mensagem Getúlio diz: "Estarei ao vosso lado e acompanhar-vos-ei até a vitória. Após esta, estarei ainda ao lado do povo contra o Presidente, se não forem cumpridas as promessas do candidato".
Dutra venceu a eleição, derrotando Eduardo Gomes. Uma frase de Eduardo Gomes, pronunciada no Teatro Municipal do Rio de Janeiro, em 19 de novembro, criticando Getúlio, lhe tirou muitos votos: "Não necessito dos votos dessa malta de desocupados que apoia o ditador para eleger-me presidente da república". O empresário Hugo Borghi fez uma campanha intensa nas rádios, lançou panfletos e broches, afirmando que Eduardo Gomes tinha dito: "Não preciso dos votos dos marmiteiros".
Na formação da Assembleia Nacional Constituinte de 1946, Getúlio Vargas foi eleito senador por dois estados: Rio Grande do Sul pelo Partido Social Democrático (PSD), e por São Paulo, pelo Partido Trabalhista Brasileiro (PTB), legenda que ajudara a criar, e pela qual foi também eleito representante à Câmara dos Deputados por seis estados (Rio Grande do Sul, São Paulo, Paraná, Minas Gerais, Bahia e Rio de Janeiro) e pelo Distrito Federal.
Sobre a avaliação de seu governo de 1930 a 1945, Getúlio declarou, em entrevista coletiva à imprensa do Rio de Janeiro, em 4 de dezembro de 1946: "Após o 29 de outubro, (dia em que foi deposto), retirei-me para uma fazenda no interior do Rio Grande do Sul. Não me apresentei candidato a qualquer cargo eletivo…. Por um movimento espontâneo do povo, recebi cerca de um milhão e meio de votos em todo o Brasil".
E sobre ser julgado pela história e por seus contemporâneos, disse, em um discurso pronunciado no Senado Federal, em 13 de dezembro de 1946: "A poucos homens é dada a suprema ventura de um julgamento da opinião pública contemporânea. Quase todos apelam para a ‘Justiça de Deus na voz da História’. A mim foi concedida essa mercê com o sufrágio de 1 300 000 brasileiros que me outorgaram o mandato de senador por dois estados e de deputado pelo Distrito Federal e mais seis estados".
Getúlio também participou, em 1945, da criação do PSD, Partido Social Democrático formado basicamente pelos ex-interventores estaduais do Estado Novo. Getúlio chegou a ser eleito presidente do PSD, mas passou o cargo a Benedito Valadares. Getúlio participou muito pouco da Constituinte e foi o único parlamentar a não assinar a Constituição de 1946. Getúlio fez um único discurso na Assembleia Nacional Constituinte em 31 de agosto de 1946.
Assumiu o cargo no Senado como representante gaúcho, e exerceu o mandato de senador durante o período 1946–1947, quando proferiu cinco discursos relatando as realizações do Estado Novo e da Revolução de 1930 e criticando o governo Dutra. O último discurso no Senado Federal foi em 3 de julho de 1947. Além dos discursos no Senado Federal, antes de se recolher a São Borja em 1947, Getúlio participou de comícios em 10 capitais brasileiras defendendo os ideais e o programa do PTB e pedindo votos para candidatos, apoiados pelo PTB, nas eleições de 1947.
Getúlio Vargas deixou o Senado Federal em 1947 e retornou à sua cidade natal, São Borja, onde possuía duas propriedades rurais: as estâncias Itu e Santos Reis. De fato, ele recebeu muitos pedidos para retornar à vida política e foi assediado por diversos políticos, incluindo Ademar de Barros e Hugo Borghi. Também foi decisiva para sua volta à política, a amizade feita com o jornalista Samuel Wainer.
Em agosto de 1950, em um suplemento especial da Revista do Globo, com a republicação de suas reportagens biográficas sobre Getúlio que tiveram grande repercussão, abaixo de uma foto de Getúlio montando um cavalo, foi colocada uma frase de João Neves da Fontoura tirada de uma expressão popular muito conhecida, a propósito da possível candidatura de Getúlio em 1950: "Se o cavalo passar encilhado ele monta!".

### Campanha presidencial de 1950
Getúlio acabou aceitando voltar à política, resumindo assim sua campanha eleitoral, em Parnaíba: "Recebi de vós, como de tantos outros pontos distantes do país, apelos para lançar-me nesta campanha que mobiliza o povo brasileiro na defesa dos direitos à liberdade e a vida!" O slogan do PTB, que antecedeu à campanha eleitoral, foi o seguinte: "Ele voltará!".
Uma reportagem de O Globo assim descreve as lembranças da campanha eleitoral de 1950, guardadas por Alzira Vargas: "Ele vai voltaráǃ". A frase, uma espécie de legenda para a fotografia de um Getúlio sorridente, está impressa em caixinhas de fósforo, cigarreiras, porta-níqueis, chaveiros, panfletos, cartazes, lenços de seda e até mesmo em bolsinhas femininas.
A candidatura de Getúlio foi lançada no dia 19 de abril, dia de seu aniversário, depois da candidatura de Eduardo Gomes da UDN. Getúlio disse naquela data: "Se o meu sacrifício for para o bem do Brasil, levai-vos convosco!" Em uma proclamação em Porto Alegre, em 9 de agosto de 1950, Getúlio declarou que só levou adiante sua candidatura à presidência da República quando ficou claro que não seria possível uma candidatura única de conciliação nacional:
Quando a minha candidatura à presidência da República foi lançada pelo governador Ademar de Barros e pelo Diretório do Partido Trabalhista Brasileiro, dirigi ao senador Salgado Filho uma carta-manifesto, declarando-me pronto a renunciar em benefício de uma conciliação geral da política brasileira. Minha proposta não foi atendida e fui forçado a aceitar a minha candidatura, por imposição popular.
— Getúlio Vargas.

No discurso que pronunciou, em 16 de junho, pelo rádio, de São Borja, à convenção do PTB, seu partido político que o lançava candidato à presidência, destacou sua principal virtude: a conciliação: "Se vencer, governarei sem ódios, prevenções ou reservas, sentimentos que nunca influíram nas minhas decisões, promovendo sinceramente a conciliação entre os nossos compatriotas e estimulando a cooperação entre todas as forças da opinião pública".
A candidatura de Getúlio foi alvo de diversos processos no Tribunal Superior Eleitoral com advogados defendendo que o registro fosse cancelado. Alegou-se que Getúlio não cumpriu duas constituições, a 1891 e a 1934 e portanto deveria estar sendo julgado criminalmente como um criminoso político. Alegou-se ainda que o Partido Comunista tivera o seu registro cassado em 1947 pelo Tribunal Superior Eleitoral por ser contrário ao regime democrático. Porém ao analisar o registro, o Tribunal desconheceu as questões preliminarmente, considerando-as ilegítimas, já que uma impugnação só poderia ser feita por outro candidato ou por delegado de partido político, não cabendo, no caso, uma ação popular. E, em 19 de agosto, a candidatura foi registrada.
Então, já com 68 anos, percorreu todas as regiões do Brasil, em campanha eleitoral, pronunciando, de 9 de agosto a 30 de setembro, em 77 cidades, discursos, nos quais relembrava suas obras nas regiões em que discursava. O primeiro discurso foi em Porto Alegre e o último de São Borja. Prometendo, em 12 de agosto, na cidade do Rio de Janeiro, que o povo subiria com ele as escadarias do Palácio do Catete: "Se for eleito a 3 de outubro, no ato da posse, o povo subirá comigo as escadas do Catete. E comigo ficará no governo!".
Sobre ser acusado de "Pai dos Ricos", Getúlio disse, em discurso de 27 de agosto de 1950, em Recife:
Os meus adversários continuam a atirar-me, ao mesmo tempo, a pecha de "Pai dos Pobres" e "Pai dos Ricos". Como homem público, entretanto, nunca fui faccioso ou extremado. Antes de mais nada procurei agir com justiça e realizar o bem comum. Ricos e pobres são igualmente brasileiros. Se aos primeiros, muitos dos quais estiveram à beira da insolvência que agravaria a situação das classes desfavorecidas e dos assalariados, abri oportunidades de reerguimento e facilitei o crédito, consolidando as bases da agricultura e da indústria, também não desamparei os trabalhadores. Defendi-os contra a ganância dos exploradores, e rompendo resistências que se levantaram à minha ação, iniciei, com firmeza e segurança, a legislação trabalhista no Brasil.
— Getúlio Vargas

Uma síntese das dificuldades que Getúlio enfrentaria como candidato e como presidente é dada pela frase do escritor, político e jornalista Carlos Lacerda. Em um editorial intitulado "Advertência oportuna", publicado no jornal Tribuna da Imprensa em 1 de junho de 1950, afirmou, a respeito de Getúlio: "O senhor Getúlio Vargas, senador, não deve ser candidato à presidência. Candidato, não deve ser eleito. Eleito, não deve tomar posse. Empossado, devemos recorrer à revolução para impedi-lo de governar". Esta frase de Carlos Lacerda expressava, exatamente, a mesma visão que, em 1930, a Aliança Liberal tivera quanto à candidatura e posterior vitória eleitoral do paulista Júlio Prestes, o "Seu Julinho". Segundo Carlos Lacerda, as ações de Vargas como ditador não poderiam ser esquecidas: "O Getúlio era absolutamente incompatível com um regime democrático".
Carlos Lacerda retomou a frase de Artur Bernardes no seu discurso de posse no Senado Federal, em 25 de maio de 1927, em que relembrava sua eleição presidencial de 1922: "Não estará ainda na memória de todos o que fora a penúltima campanha presidencial? Nela se afirmava que o candidato não seria eleito; eleito não seria reconhecido, não tomaria posse, não transporia os umbrais do Palácio do Catete". E sobre este eterno drama das campanhas presidenciais, Getúlio tinha a frase: "No Brasil não basta vencer a eleição, é preciso ganhar a posse!".

### A eleição de 1950
Getúlio foi eleito presidente da República, como candidato do PTB, em 3 de outubro de 1950, derrotando a UDN, que tinha como candidato novamente Eduardo Gomes, e o Partido Social Democrático, que tinha como candidato, o mineiro Cristiano Machado. Muitos membros do PSD abandonaram o candidato Cristiano Machado e apoiaram Getúlio. Desse episódio é que surgiu a expressão "cristianizar um candidato", que significa que um candidato foi abandonado pelo próprio partido político, como relata o jornalista Carmo Chagas em Política Arte de Minas.
A data das eleições: 3 de outubro, era uma homenagem à data do início da Revolução de 1930. Fundamental para sua eleição foi o apoio do governador de São Paulo, Ademar Pereira de Barros, que tinha sido nomeado por Getúlio, durante o Estado Novo, em 1938, interventor federal em São Paulo. Em 1941 Ademar foi exonerado, por Getúlio, do cargo de interventor. Assim a aliança com Ademar, batizada de "Frente Populista", foi mais um ato de reconciliação praticado por Getúlio.
Ademar transferiu a Getúlio Vargas um milhão de votos paulistas, mais de 25% da votação total de Getúlio. Ademar esperava que, em troca desse apoio em 1950, Getúlio o apoiasse nas eleições de 1955 para a presidência da república. O resultado final deu a Getúlio, 3 849 040 votos contra 2 342 384 votos dados ao Brigadeiro Eduardo Gomes e 1 697 193 votos dados a Cristiano Machado. João Batista Luzardo garantiu, em agosto de 1978, que foi Dutra que garantiu a posse de Getúlio, não permitindo que nenhuma conspiração militar fosse adiante.
O emissário de Dutra fora enviado à Estância São Pedro, de propriedade de Batista Luzardo, porque fora nesta estância que Getúlio se hospedara, depois de vencer as eleições de 3 de outubro de 1950, e assim descreveu a concorrida estadia de Getúlio na Estância São Pedro, a Revista do Globo, edição de 25 de novembro de 1950, na reportagem "O Descanso de Vencedor":
Descanso em termos, porque, num só domingo, o próximo presidente da República recebeu exatamente 400 pessoas, das quais 160 vindas do Rio e 96 de São Paulo. Na Fazenda (Estância) São Pedro, Uruguaiana, o presidente eleito tem uma planície para galopar, um rio para navegar e uma torre onde pensar no melhor destino para 50 milhões de brasileiros. Mas só por uma enorme capacidade de recolhimento pode descansar enquanto atende os centenares de pessoas que diariamente cobrem todas as distâncias aéreas, marítimas, fluviais, terrestres e políticas que as separam de Getúlio Vargas.
— Revista do Globo, 25/11/1950

## Governo eleito (1951–1954)

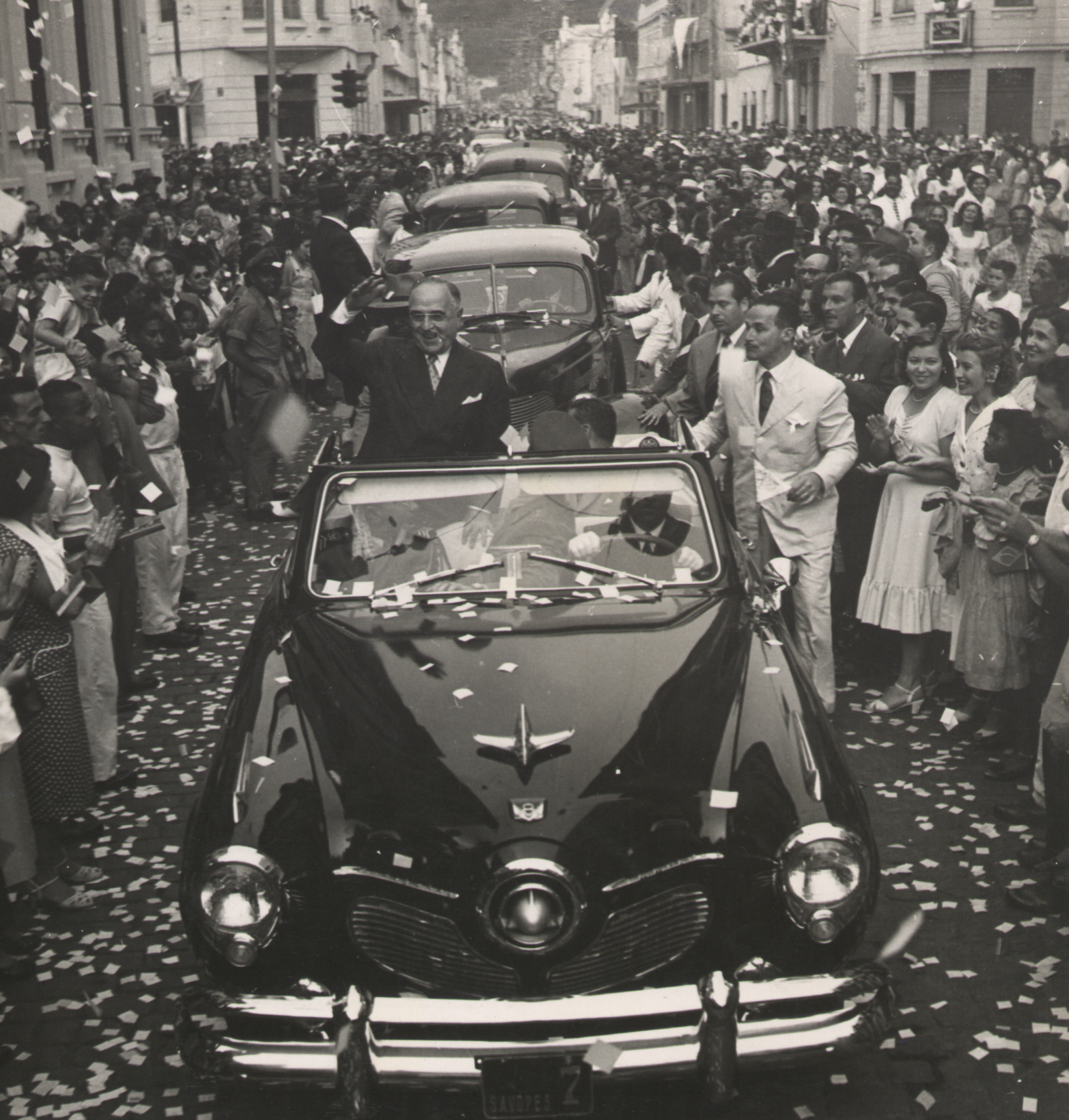
Getúlio desfilando em carro aberto pelas ruas de Vitória, Espírito Santo em 1951. Fotografia sob guarda do Arquivo Nacional

A volta de Getúlio foi saudada por muitos, inclusive na música popular brasileira, na voz de Francisco de Morais Alves, intérprete da marchinha Retrato do Velho:
Bota o retrato do velho outra vez,
Bota no mesmo lugar,
o sorriso do velhinho,
faz a gente trabalhar.— Haroldo Lobo e Marino Pinto-1951
Tancredo Neves, que foi seu ministro da Justiça, disse, no livro Tancredo Fala de Getúlio, que, em seu segundo governo, Getúlio "tinha a preocupação de se libertar do ditador", e que disse a Tancredo: "Fui ditador porque as contingências do país me levaram à ditadura, mas quero ser um presidente constitucional dentro dos parâmetros fixados pela Constituição".

### Uma administração polêmica

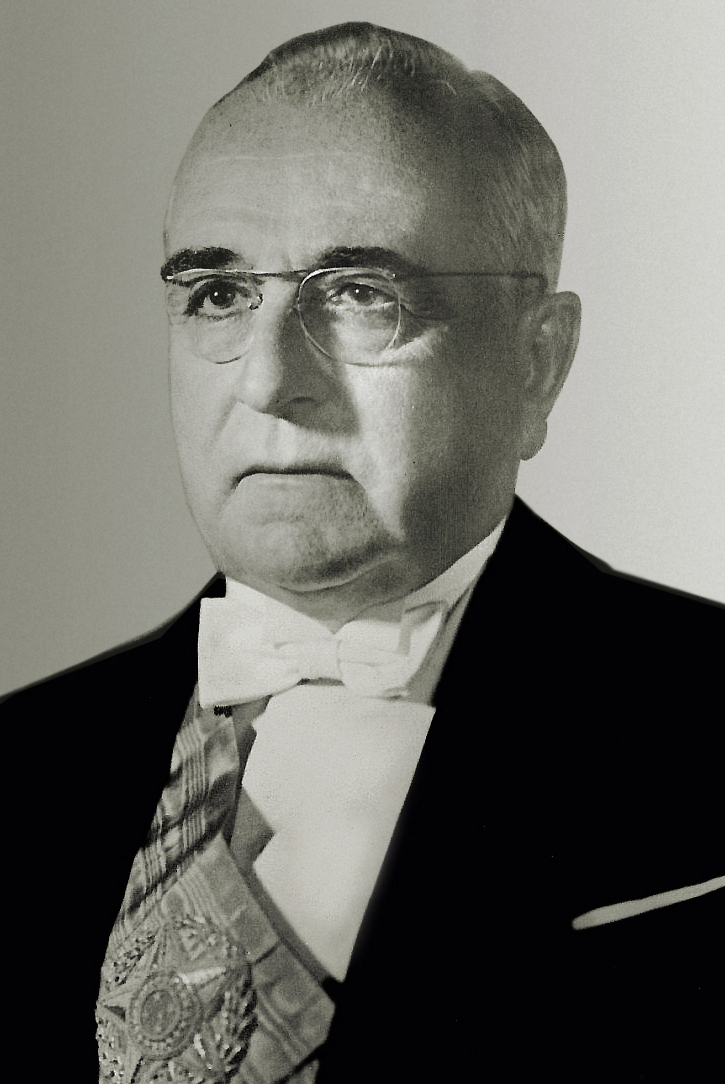
Foto oficial do segundo mandato.

Getúlio tomou posse na presidência da república em 31 de janeiro de 1951, no Palácio do Catete, sucedendo ao presidente Eurico Gaspar Dutra. O seu mandato presidencial deveria estender-se até 31 de janeiro de 1956. O ministério foi modificado duas vezes. Getúlio trouxe para o ministério antigos aliados do tempo da Revolução de 1930, com os quais se reconciliou: Góis Monteiro (Estado Maior das Forças Armadas), Osvaldo Aranha, na Fazenda, João Neves da Fontoura e Vicente Rao, ambos nas Relações Exteriores, e ainda, Juracy Magalhães como o primeiro presidente da Petrobras e Batista Luzardo como embaixador na Argentina. O ex-tenente de 1930, Newton Estillac Leal, foi ministro da Guerra até 1953. Reconciliou-se também com José Américo de Almeida, que, na época, governava a Paraíba e que se licenciou do cargo de governador para ser ministro da Viação e Obras Públicas a partir de junho de 1953.
Luís Vergara, secretário particular de Getúlio, de 1928–1945, na citada obra Eu fui secretário de Getúlio, conta que Getúlio chamou o ministério empossado em 1951, de "ministério de experiência", o que causou mal-estar entre os ministros. Vergara diz que "conhecendo-se o hábito de Getúlio de só falar o mínimo e o justo, a sua precaução em não exceder os limites do oportuno e do indispensável, o 'cochilo' revelava um enfraquecimento nos controles de auto vigilância e da contenção da linguagem", a que Vergara atribui a um começo de envelhecimento e ao esgotamento com "quinze anos ininterruptos em atividade governamental, preocupações multiplicadas, trabalho incessante, crises políticas, acidentes pessoais e em pessoas da família".
Tancredo Neves contou também, em Tancredo Fala de Getúlio, que a reconciliação de Getúlio com o ex-governador de Minas Gerais Benedito Valadares se deu por intermédio dele, Tancredo.

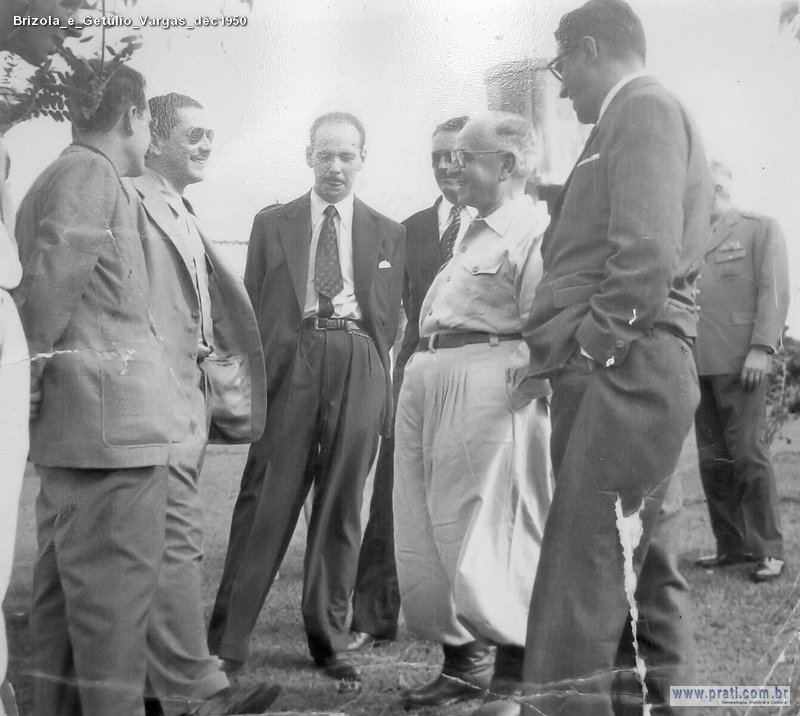
Getúlio Vargas em visita a Leonel Brizola.

Getúlio teve um governo tumultuado devido a medidas administrativas que tomou e devido às acusações de corrupção que atingiram seu governo. Um polêmico reajuste do salário-mínimo, em 100%, ocasionou, em fevereiro de 1954, um protesto público, em forma de manifesto à nação, dos militares, (um dos quais foi Golbery do Couto e Silva), contra o governo, seguido da demissão do ministro do trabalho João Goulart.
Este Manifesto dos Coronéis, também dito Memorial dos Coronéis, foi assinado por 79 militares que, na sua grande maioria, eram ex-tenentes de 1930. Este Manifesto dos Coronéis significou uma redução do apoio ao governo Getúlio, na área militar, e, também, na área trabalhista, por conta da demissão de João Goulart.
Todos nós, que tínhamos acesso ao palácio, constatamos porém que, após essa última crise política, uma sensível modificação se operava no comportamento de Getúlio Vargas. O homem alegre e comunicativo de antes havia se transformado num misantropo. A imagem, que passara a refletir, era de um solitário amargurado, abismado na sua misantropia sem confidentes, e que, com as mãos cruzadas nas costas - postura que lhe era característica -, vagava pelos salões do palácio, num típico alheamento de sonâmbulo. Entre os amigos, esta pergunta era obrigatória: "Que há com o presidente?"
— Juscelino Kubitschek, sobre as consequências do "Manifesto dos Coronéis".

Foram também polêmicos os seguintes atos do segundo governo Getúlio:
- A lei nº 1 521,[83] de 26 de dezembro de 1951, sobre crimes contra a economia popular, ainda em vigor;
- A lei nº 1 522,[83] de 26 de dezembro de 1951, que autoriza o governo federal a intervir no domínio econômico para assegurar a livre distribuição de produtos necessários ao consumo do povo. Esta lei foi substituída pela lei delegada nº 4,[84] em 26 de setembro de 1962;
- O decreto nº 30 363,[83] de 3 de janeiro de 1952, que dispôs sobre o retorno de capital estrangeiro, limitando-o a 8% do total dos lucros de empresas estrangeiras para o país de origem, revogado em 1991;
- O decreto nº 31 546,[85] de 6 de outubro de 1952, regulamentou o trabalho do menor aprendiz e vigorou até 2005;
- A lei nº 1 802,[86] de 5 de janeiro de 1953, que definia os crimes contra o Estado e a Ordem Política e Social, e que revogava a Lei de Segurança Nacional de 1935. A lei 1 802 vigorou até 1967 quando foi substituída por outra Lei de Segurança Nacional;
- A lei n° 2 004,[87] de 3 de outubro de 1953, sobre o monopólio estatal da exploração e produção de petróleo, revogada em 1997;
- A lei nº 2 083,[88] de 12 de novembro de 1953, sobre a liberdade de imprensa que vigorou até 1967;
- A Instrução Sumoc (Superintendência da Moeda e do Crédito) nº 70, de 1953, que criou o câmbio múltiplo e os leilões cambiais.

Neste período, foram criados:

O BNDES (Banco Nacional de Desenvolvimento Econômico e Social) foi criado pelo Governo Federal em 1952, durante o segundo período de governo de Vargas (1951-1954) e inicialmente constituía uma autarquia com o nome "BNDE".

A Petrobras (Petróleo Brasileiro S/A) foi criada em 1953, também durante o segundo período de governo de Vargas (1951-1954).

- Em 20 de junho de 1952, pela lei nº 1 628,[90] o BNDE, atual BNDES;
- Em 19 de julho de 1952, pela lei nº 1 649,[91] o Banco do Nordeste;
- Pela lei nº 1 779,[92] de 22 de dezembro de 1952, o Instituto Brasileiro do Café (IBC), extinto em 1990;
- Em 1953, a Petrobras, no aniversário da Revolução de 1930, 3 de outubro, pela citada lei nº 2.004;
- Em 29 de dezembro de 1953, a lei nº 2 145,[93] criou a CACEX, Carteira de Comércio Exterior do Banco do Brasil;
- Em 11 de janeiro de 1954, foi criado o seguro agrário, pela lei nº 2 168,[94] não revogada até hoje.

Getúlio sancionou a lei nº 2 252, de 1 de julho de 1954, que dispunha sobre a corrupção de menores, esta lei vigorou até 2009, revogada pela lei nº 12 015.
Em 1951, Getúlio enfrenta, pela segunda vez, uma grande seca no Nordeste do Brasil (a primeira fora em 1932). Getúlio diz na Mensagem ao Congresso Nacional, referente a 1951, que, nesse ano, dobrou o número de migrantes do Nordeste do Brasil e do norte de Minas Gerais para São Paulo. Em 1950 foram 100 123, e, em 1951, 208 515 migrantes para São Paulo.
Houve uma grande mobilização nacional conhecida como a campanha "O petróleo é nosso" em torno da criação da Petrobras. Getúlio tentou, mas não conseguiu, criar a Eletrobrás, que só seria criada em 1961. Em 1954, entrou em operação a Usina Hidrelétrica de Paulo Afonso I. Foi iniciada a construção da Rodovia Fernão Dias ligando São Paulo a Belo Horizonte, e que seria concluída por Juscelino Kubitschek.
Foi assinado, em março de 1952, um acordo de cooperação e ajuda militar entre o Brasil e os Estados Unidos. Este acordo vigorou de 1953 até 1977, quando o presidente Ernesto Geisel denunciou o mesmo.
Houve uma série de acusações de corrupção a membros do governo e pessoas próximas a Getúlio, o que levou Getúlio a dizer que estava sentado em um "mar de lama". O caso mais grave de corrupção, que jogou grande parte da opinião pública contra Getúlio, foi a comissão parlamentar de inquérito (CPI) do jornal Última Hora, de propriedade de Samuel Wainer. Samuel Wainer era acusado por Carlos Lacerda e outros de receber dinheiro do Banco do Brasil para apoiar Getúlio. O jornal Última Hora era praticamente o único órgão de imprensa a apoiar Getúlio.

### O atentado da Rua Tonelero
Na madrugada de 5 de agosto de 1954, um atentado a tiros de revólver, em frente ao edifício onde residia Carlos Lacerda, em Copacabana, no Rio de Janeiro, mata o major Rubens Florentino Vaz, da Força Aérea Brasileira (FAB), e fere, no pé, Carlos Lacerda, jornalista e o futuro deputado federal e governador da Guanabara e membro da UDN, que fazia forte oposição a Getúlio. O atentado foi atribuído a Alcino João do Nascimento e o auxiliar Climério Euribes de Almeida, membros da guarda pessoal de Getúlio, chamada pelo povo de "Guarda Negra". Esta guarda fora criada para a segurança de Getúlio, em maio de 1938, logo após um ataque de partidários do integralismo ao Palácio do Catete. Ao tomar conhecimento do atentado contra Carlos Lacerda na rua Tonelero, Getúlio disse: "Carlos Lacerda levou um tiro no pé. Eu levei dois tiros nas costas!".
A crise política que se instalou foi muito grave porque, além da importância de Carlos Lacerda, a FAB, à qual o major Vaz pertencia, tinha como grande herói o brigadeiro Eduardo Gomes, da UDN, que Getúlio derrotara nas eleições de 1950. A FAB criou uma investigação paralela do crime que recebeu o apelido de "República do Galeão". No dia 8 de agosto, foi extinta a "Guarda Negra".
Os jornais e as rádios davam em manchetes, todos os dias, a perseguição aos suspeitos. Alcino foi capturado no dia 13 de agosto. Climério foi finalmente capturado, no dia 17 de agosto, pelo coronel da Aeronáutica Délio Jardim de Matos que, posteriormente, chegaria a ser ministro da Aeronáutica. Na caçada aos suspeitos, chegou-se a utilizar uma novidade para a época, o helicóptero.
Existem várias versões para o crime. Há versões que divergem daquela que foi dada por Carlos Lacerda: O Jornal do Brasil entrevistou o pistoleiro Alcino João do Nascimento, aos 82 anos em 2004, o qual garantiu que o primeiro tiro que atingiu o major Rubens Vaz partiu do revólver de Carlos Lacerda. Existe também um depoimento de um morador da rua Tonelero, dado à TV Record, em 24 de agosto de 2004, que garante que Carlos Lacerda não foi ferido a bala. Os documentos, laudos e exames médicos de Carlos Lacerda, no Hospital Miguel Couto, onde ele foi levado para ser medicado, simplesmente desapareceram.
Gregório Fortunato, chefe da guarda pessoal do presidente Getúlio Vargas, chamado pelo povo simplesmente de Gregório, foi acusado de ser o mandante do atentado contra Lacerda. Gregório admitiria mais tarde perante à justiça ter sido o mandante. Em 1956, os acusados do crime foram levados a um primeiro julgamento: Gregório Fortunato foi condenado a 25 anos de prisão como mandante, pena reduzida a vinte anos por Juscelino Kubitschek e a quinze anos por João Goulart. Gregório foi assassinado em 1962, no Rio de Janeiro, dentro da penitenciária do Complexo Lemos de Brito, pelo também detento Feliciano Emiliano Damas.

## Morte

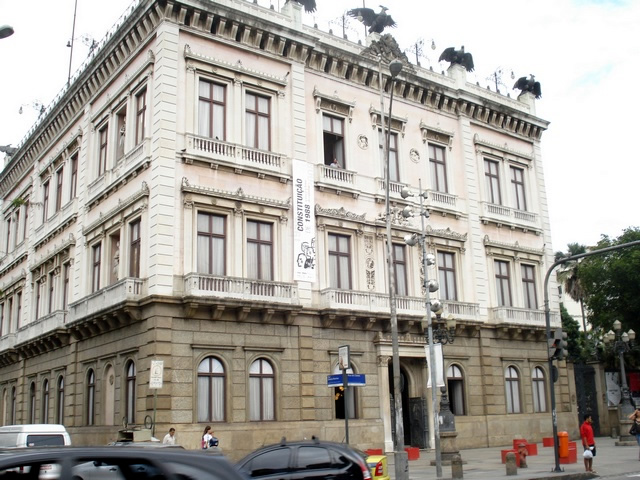
Palácio do Catete, cuja função corresponde atualmente à do Palácio do Planalto, em Brasília, foi o local da morte de Getúlio Vargas.

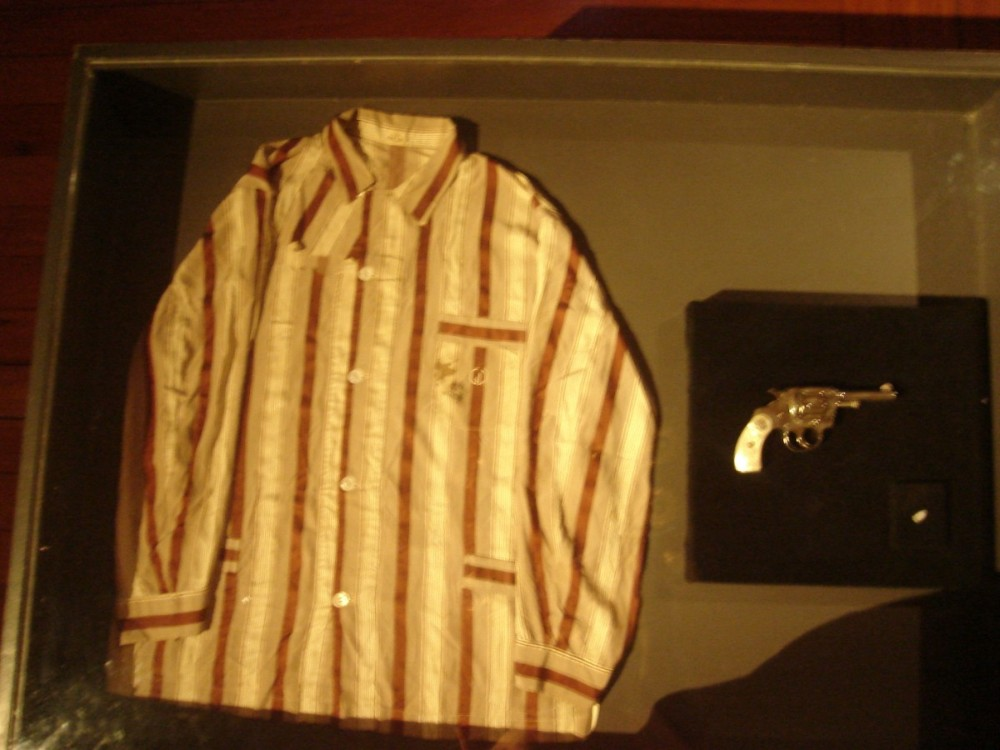
Na foto, o pijama e revólver usados na madrugada do suicídio e que fazem parte do acervo do Museu da República.

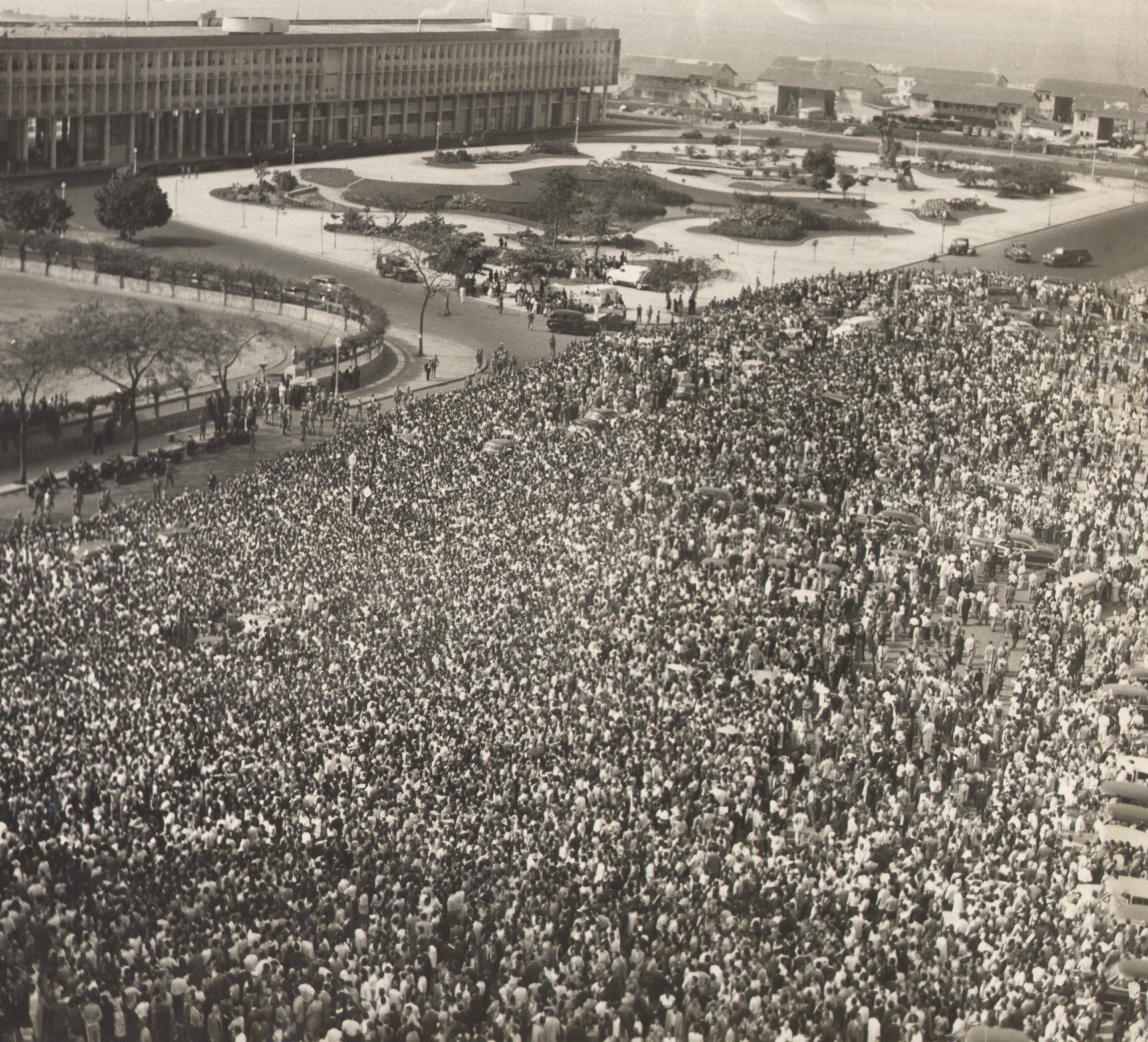
Traslado do corpo de Getúlio Vargas do Rio de Janeiro para o enterro em São Borja.

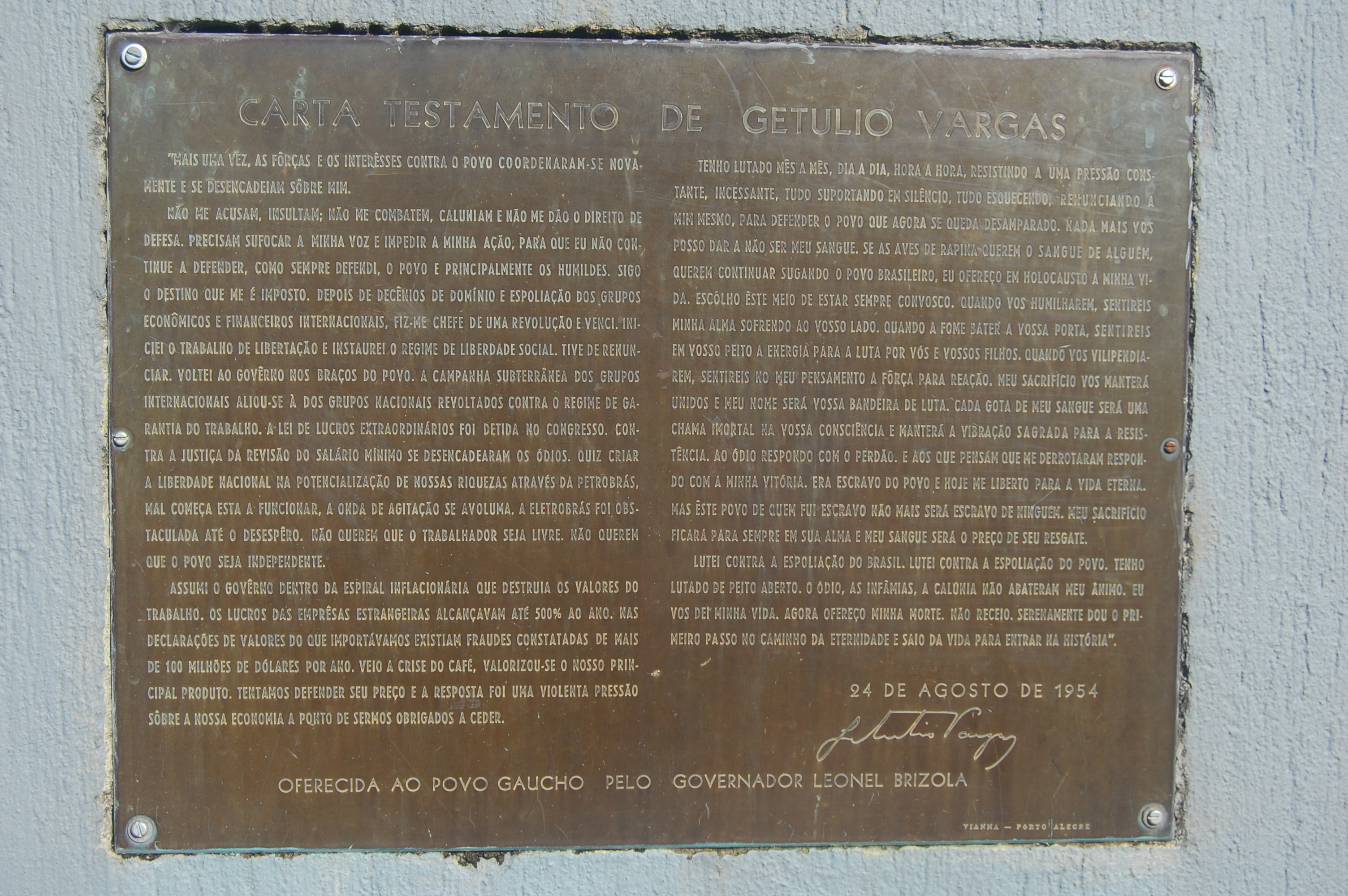
Réplica da Carta-Testamento de Getúlio Vargas.

Por causa do crime da rua Tonelero, Getúlio foi pressionado, pela imprensa e por militares, a renunciar ou, ao menos, licenciar-se da presidência. O Manifesto dos Generais, de 22 de agosto de 1954, pede a renúncia de Getúlio. Foi assinado por 19 generais de exército, entre eles, Castelo Branco, Juarez Távora e Henrique Lott e dizia: "Os abaixo-assinados, oficiais generais do Exército…solidarizando com o pensamento dos camaradas da Aeronáutica e da Marinha, declaram julgar, como melhor caminho para tranquilizar o povo e manter unidas as forças armadas, a renúncia do atual presidente da República, processando sua substituição de acordo com os preceitos constitucionais".
Esta crise levou Getúlio Vargas ao suicídio na madrugada de 23 para 24 de agosto de 1954, logo depois de sua última reunião ministerial, na qual fora aconselhado, por ministros, a se licenciar da presidência. Getúlio registrou em sua agenda de compromissos, na página do dia 23 de agosto de 1954, segunda-feira: "Já que o ministério não chegou a uma conclusão, eu vou decidir: determino que os ministros militares mantenham a ordem pública. Se a ordem for mantida, entrarei com pedido de licença. Em caso contrário, os revoltosos encontrarão aqui o meu cadáver".
Getúlio concordou em se licenciar sob condições, que constavam da nota oficial da presidência da república divulgada naquela madrugada: "Deliberou o Presidente Getúlio Vargas… entrar em licença, desde que seja mantida a ordem e os poderes constituídos…, em caso contrário, persistirá inabalável no propósito de defender suas prerrogativas constitucionais, com sacrifício, se necessário, de sua própria vida".
Getúlio, no final da reunião ministerial, assina um papel, que os ministros não sabiam o que era, nem ousaram perguntar. Encerrada a reunião ministerial, sobe as escadas para ir ao seu apartamento. Vira-se e despede-se do ministro da Justiça Tancredo Neves, dando a ele uma caneta Parker 51 de ouro e diz: "Para o amigo certo das horas incertas!".
A data não poderia ser mais emblemática: Getúlio, que se sentia massacrado pela oposição, pela "República do Galeão" e pela imprensa, escolheu a noite de São Bartolomeu para sua morte. Getúlio Vargas cometeu suicídio com um tiro no coração em seus aposentos no Palácio do Catete, na madrugada de 24 de agosto de 1954. Tancredo contou a Carlos Heitor Cony em 3 de agosto de 1984, como foram os últimos minutos de Getúlio. O depoimento de Tancredo saiu na Revista Manchete de 1 de setembro de 1984:
Assumiu então a presidência da república, no dia 24 de agosto, o vice-presidente potiguar Café Filho, da oposição a Getúlio, que nomeou uma nova equipe de ministros e deu nova orientação ao governo.
Com grande comoção popular nas ruas, seu corpo foi levado para ser enterrado em sua terra natal. A família de Getúlio recusou-se a aceitar que um avião da FAB transportasse o corpo do político até o Rio Grande do Sul. A família de Getúlio também recusou as homenagens oficiais que o novo governo de Café Filho queria prestar ao ex-presidente falecido. Getúlio deixou duas notas de suicídio, uma manuscrita e outra datilografada, as quais receberam o nome de carta-testamento.
Uma versão manuscrita da carta-testamento, assinada no final da última reunião ministerial, somente foi divulgada ao público, em 1967, por Alzira Vargas, pela Revista O Cruzeiro, no intuito de rebater as críticas de Carlos Lacerda, que não acreditava que tal carta manuscrita existisse. Nesta carta manuscrita, Getúlio explica seu gesto:
Deixo à sanha de meus inimigos, o legado de minha morte. Levo o pesar de não ter podido fazer, por este bom e generoso povo brasileiro, e principalmente pelos mais necessitados, todo o bem que pretendia.

A mentira, a calúnia, as mais torpes invencionices foram geradas pela malignidade de rancorosos e gratuitos inimigos, numa publicidade dirigida, sistemática e escandalosa.
Acrescente-se na fraqueza dos amigos que não defenderam, nas posições que ocupavam, à felonia de hipócritas e traidores a quem beneficiei com honras e mercês, à insensibilidade moral de sicários que entreguei à Justiça, contribuindo todos para criar um falso ambiente na opinião pública do país contra a minha pessoa.
Se a simples renúncia ao posto a que fui levado pelo sufrágio do povo me permitisse viver esquecido e tranquilo no chão da pátria, de bom grado renunciaria. Mas tal renúncia daria apenas ensejo para, com mais fúria, perseguirem-me e humilharem-me. Querem destruir-me a qualquer preço. Tornei-me perigoso aos poderosos do dia e às castas privilegiadas.
Velho e cansado, preferi ir prestar contas ao Senhor, não dos crimes que não cometi, mas de poderosos interesses que contrariei, ora porque se opunham aos próprios interesses nacionais, ora porque exploravam, impiedosamente, aos pobres e aos humildes. Só Deus sabe das minhas amarguras e sofrimentos. Que o sangue dum inocente sirva para aplacar a ira dos fariseus.
Agradeço aos que de perto ou de longe me trouxeram o conforto de sua amizade. A resposta do povo virá mais tarde...
— Getúlio Vargas

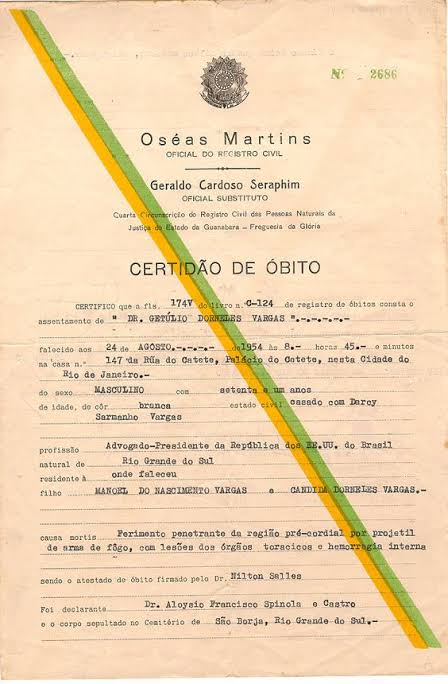
Certidão de Óbito de Getúlio Vargas.

Uma versão datilografada, feita em três vias, e mais extensa desta carta-testamento, foi lida, de maneira emocionada, por João Goulart, no enterro de Getúlio em São Borja. Nesta versão datilografada é que aparece a frase "Saio da vida para entrar na história". Esta versão datilografada da carta-testamento até hoje é alvo de discussões sobre sua autenticidade. Chama muito a atenção nela, a frase em castelhano: "Se queda desamparado". Assim, tanto na vida quanto na morte, Getúlio foi motivo de polêmica. Também fez um discurso emocionado, no enterro de Getúlio, na sua cidade natal São Borja, o amigo e aliado de longa data Osvaldo Aranha que disse: "Nós, os teus amigos, continuaremos, depois da tua morte, mais fiéis do que na vida: nós queremos o que tu sempre quiseste para este País. Queremos a ordem, a paz, o amor para os brasileiros!".
No cinquentenário de sua morte, em 2004, os restos mortais de Getúlio foram trasladados para um monumento no centro de sua cidade natal, São Borja.

### Consequências imediatas
Há quem diga que o suicídio de Getúlio Vargas adiou um golpe militar que pretendia depô-lo. O pretendido golpe de estado tornou-se, então, desnecessário, pois assumira o poder um político conservador, Café Filho. O golpe militar veio, por fim, em 1964. Golpe de Estado que foi feito, essencialmente, no lado militar, por ex-tenentes de 1930. Jarbas Passarinho relatou que quando era um "jovem major recém promovido" teria sido "succionado" para campanhas por civis incluindo Carlos Lacerda e diz ter sido puxado pelo braço para derrubar Vargas no dia anterior ao suicídio.
O suicídio de Getúlio fez com que passasse da condição de acusado à condição de vítima. Isto teria preservado a popularidade do trabalhismo e do PTB e impedido Café Filho, sucessor de Getúlio, por falta de clima político, de fazer uma investigação profunda sobre as possíveis irregularidades do último governo de Getúlio.
E, por fim, o clima de comoção popular devido à morte de Getúlio, teria facilitado a eleição de Juscelino Kubitschek à presidência da república e de João Goulart (o Jango) à vice-presidência, (JK), em 1955, derrotando a UDN, adversária de Getúlio. JK e João Goulart são considerados, por alguns, como dois dos "herdeiros políticos" de Getúlio.

## Legado

### Popular
No dia seguinte ao suicídio, milhares de pessoas saíram às ruas para prestar o "último adeus" ao "pai dos pobres", chocadas com o que ouviram no noticiário radiofônico mais popular da época, o Repórter Esso. Enquanto isso, retratos de Getúlio eram distribuídos para o povo durante o dia. Carlos Lacerda teve que fugir do país, com medo de uma perseguição popular.
Anos mais tarde, em 1962, na 6ª faixa do disco LP: Saudades de Passo Fundo, Teixeirinha homenageou o presidente gaúcho Getúlio Vargas, com a faixa de nome: "24 de agosto", lembrando o impacto popular que foi a morte repentina do então presidente do Brasil. Um trecho da música de Teixeirinha mostra claramente este fato:
Vinte e quatro de agosto

A terra estremeceu

Os rádios anunciaram

O fato que aconteceu,

As nuvens cobriram o céu

O povo em geral sofreu

O Brasil se vestiu de luto

Getúlio Vargas morreu!

Seu nome ficou na história

Pra nossa recordação

Seu sorriso era a vitória

Da nossa imensa nação

Com saúde ele venceu

Guerra e revolução

Depois foi morrer a bala

Pela sua própria mão.

### Econômico
O Brasil passou por profundas transformações econômicas durante as presidências de Vargas. Há um grande debate sobre o que pode e deve ser diretamente atribuído ao ex-presidente, em especial, seu papel na industrialização do país.

### Cultural

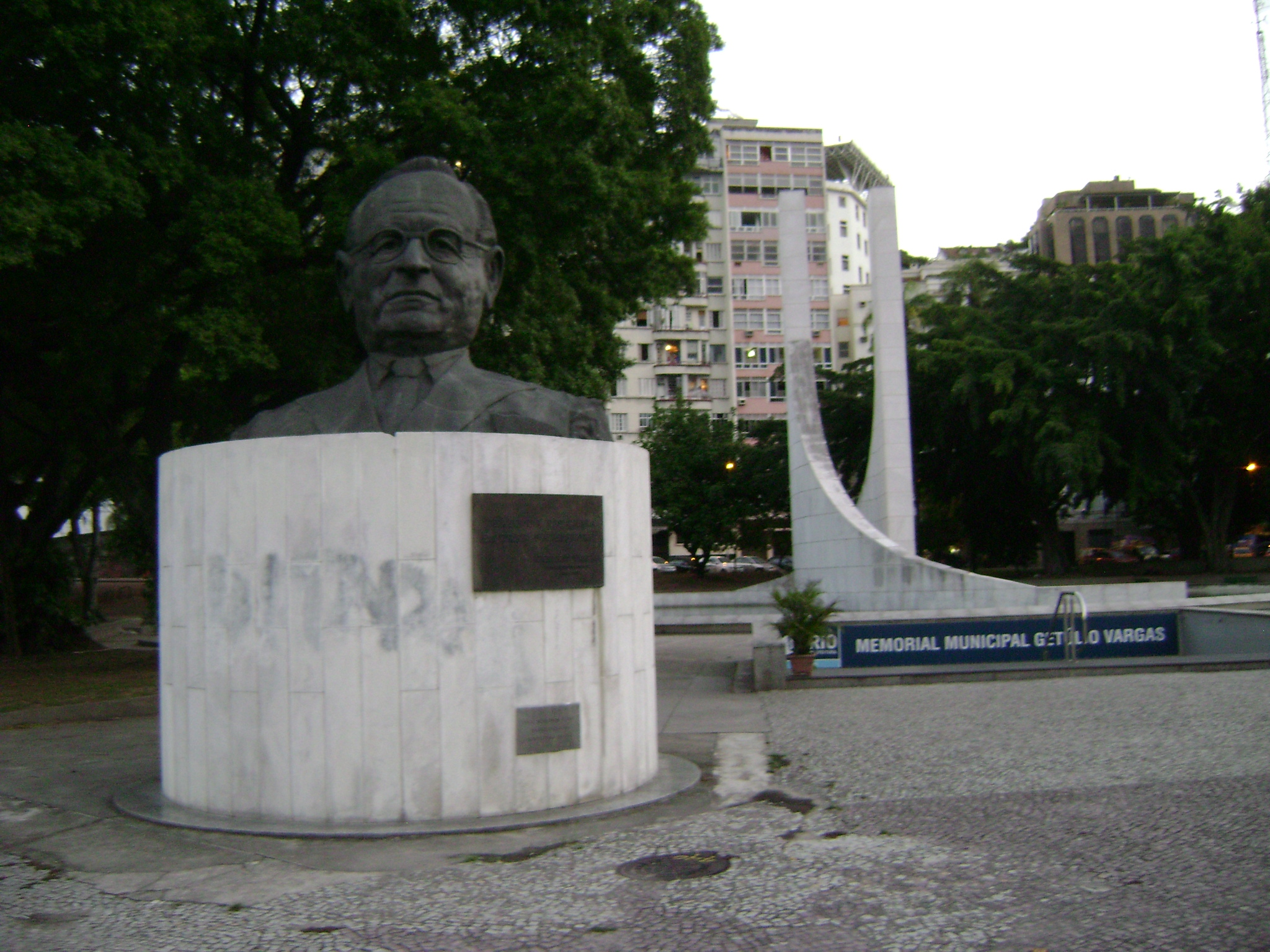
Monumento de Getúlio Vargas na cidade do Rio de Janeiro.

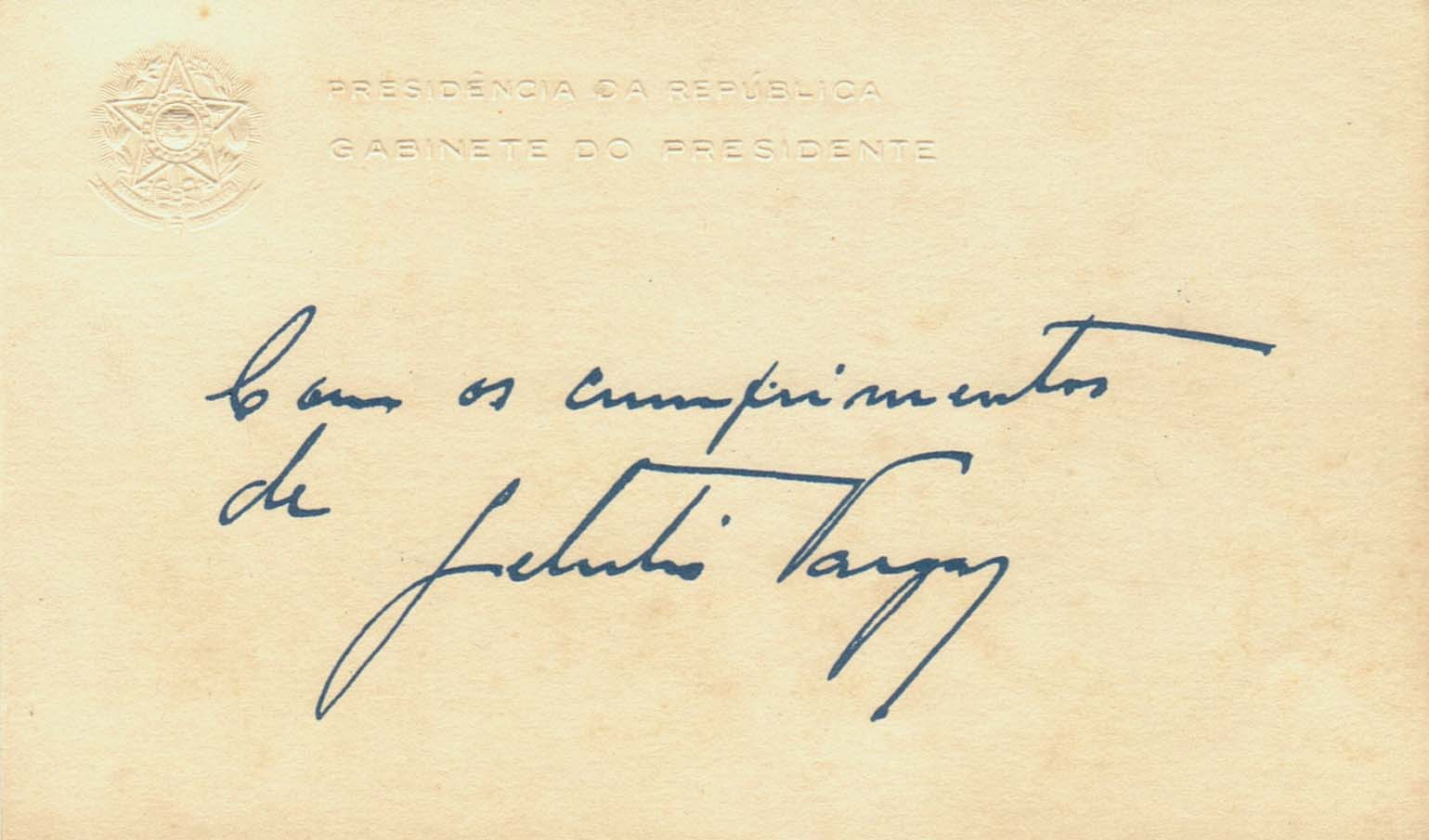
Cartão de visitas presidencial.

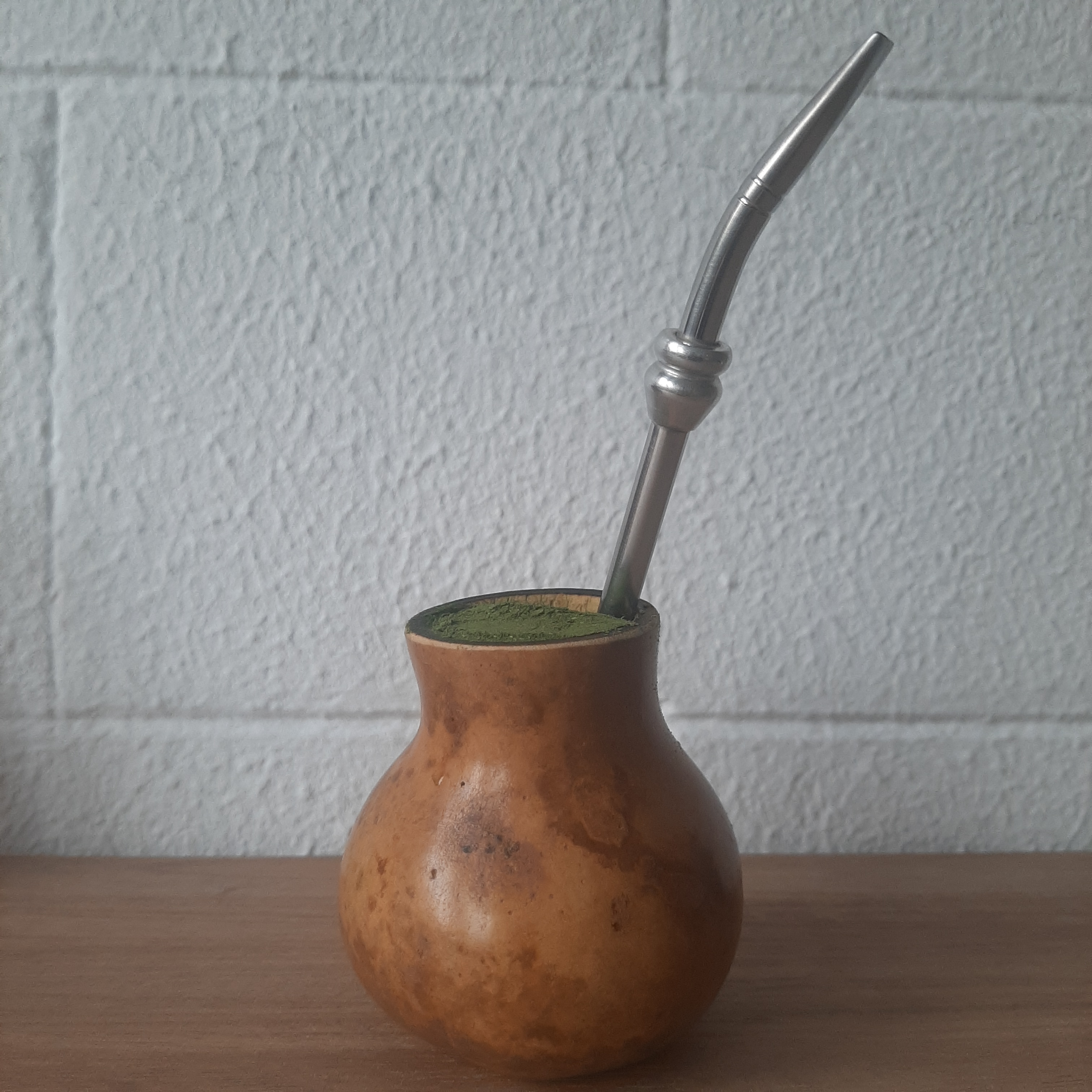
Chimarrão na cuia getulinho.

Getúlio Vargas foi, várias vezes, retratado como personagem no cinema e na televisão:
- Leon Cakoff, no filme O País dos Tenentes (1987);
- Carlos Ferreira, na minissérie Agosto (1993);
- Carlos Ferreira, no filme For All - O Trampolim da Vitória (1997);
- Renato Borghi, no filme Lost Zweig (2002);
- Paulo Betti, no filme Chatô, o Rei do Brasil (2003);
- Osmar Prado, no filme Olga (2004);
- Carlos Ferreira, na minissérie JK (2006);
- Ricardo Blat, no filme O Amigo Invisível (2006);

- Osmar Prado, no documentário Tancredo – A Travessia, de Silvio Tendler (2011)[114]

- Tony Ramos, no filme Getúlio (2014). [nota 2]
- Marcos Breda, no filme Rondon, o Desbravador (2016)[116]

Foi referido no título de um dos livros do humorista Jô Soares, O Homem Que Matou Getúlio Vargas, editado em 1998.
Foram ainda feitos sobre Getúlio, os documentários:
- Getúlio Vargas, sob direção de Sylvio Back, em 1980;
- Getúlio Vargas, em 1974, sob direção de Ana Carolina;
- O Mundo em que Getúlio viveu, em 1963, que teve direção de Jorge Ileli.

A efígie de Getúlio foi impressa nas notas de dez cruzeiros (Cr$ 10,00) de 1950 e cunhada no verso das moedas de centavos de cruzeiro que circularam de 1942 a 1970.
Chico Buarque o homenageou com a música Dr. Getúlio.
A eleição de 1930 e a Revolução de 1930 foram imortalizadas por marchinhas e sambas cantados por Francisco de Morais Alves, como:
- É Sim Senhor, Seu Doutor (samba), 17x3-É Sopa É Sopa e Hino a João Pessoa, todas de autoria de Eduardo Souto. O Hino a João Pessoa foi oficializado como o Hino da cidade de João Pessoa;
- Francisco Alves também cantou Seu Julinho vem, marcha de autoria de Freire Júnior;
- Lamartine Babo, (sob o pseudônimo de G. Ladeira), compôs as marchas: Gê-Gê e O Barbado … Foi-se, e cantadas por Almirante (compositor);
- A escola Acadêmicos do Salgueiro desfilo no Carnaval 1985 com o samba-enredo "Anos Trinta, Vento Sul" em homenagem.

### Homenagens

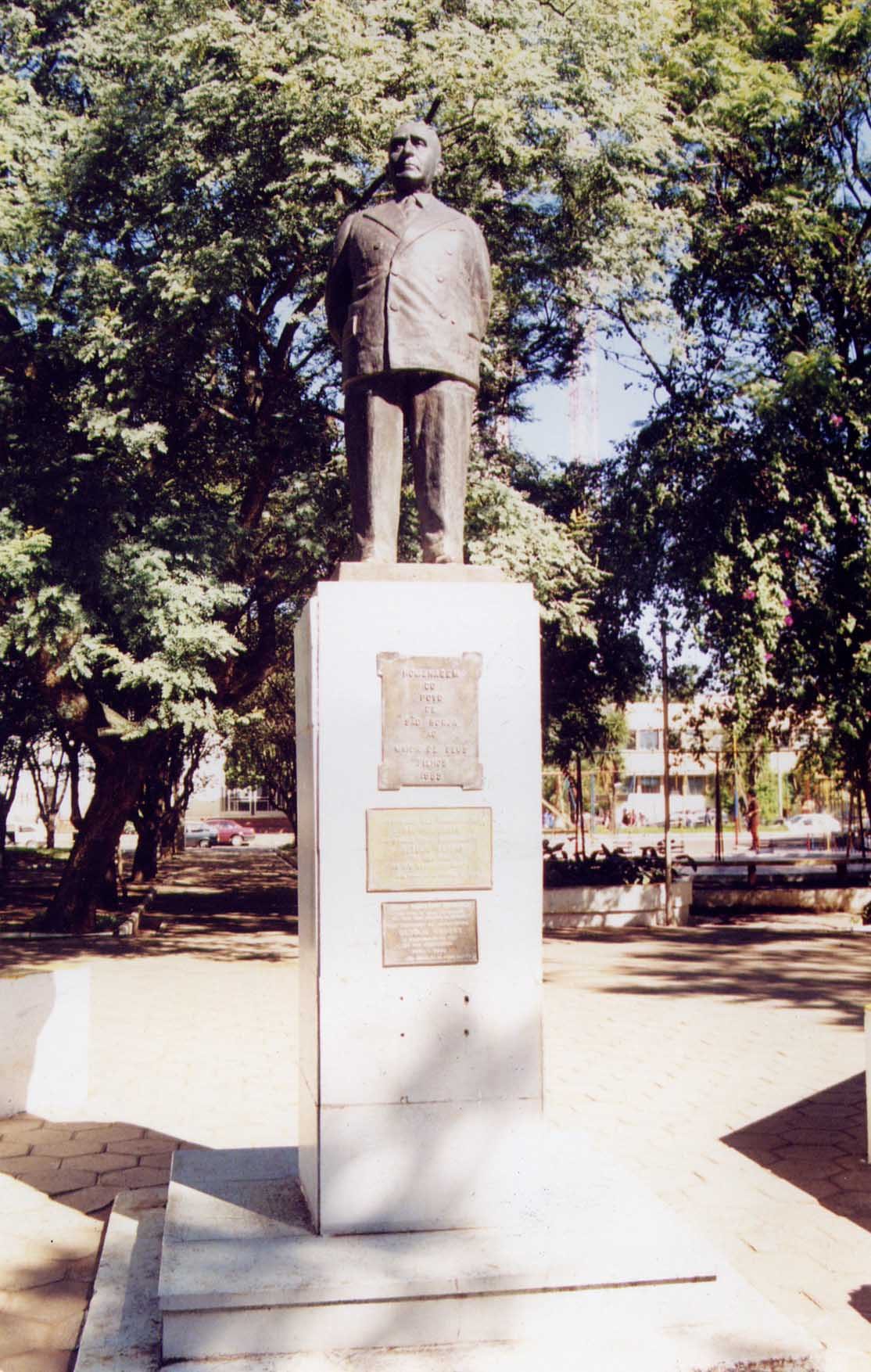
Monumento dedicado a Getúlio Vargas em São Borja.

O arquivo de Getúlio Vargas e os pertences pessoais estão preservados no Centro de Pesquisa e Documentação de História Contemporânea do Brasil (CPDOC) da Fundação Getúlio Vargas, que desenvolve pesquisa sobre a história do Brasil pós 1930. Três municípios brasileiros homenageiam Getúlio Vargas em sua denominação: Getúlio Vargas, no Rio Grande do Sul; Presidente Vargas no Maranhão, e Presidente Getúlio em Santa Catarina.
A refinaria de Araucária recebeu o nome de Refinaria Presidente Getúlio Vargas. A usina siderúrgica de Volta Redonda, pertencente à Companhia Siderúrgica Nacional recebeu o nome de Usina Siderúrgica Presidente Vargas.
A lei federal nº 7 470, de 29 de abril de 1986, outorga ao Presidente Getúlio Vargas o título de "Patrono dos Trabalhadores do Brasil". Pela lei nº 12 326, de 15 de setembro de 2010, Getúlio Vargas foi inscrito no Livro dos Heróis da Pátria.
De acordo com eleição promovida pelo jornal Folha de S.Paulo, em abril de 2007, Getúlio Vargas foi considerado o "Maior Brasileiro de Todos os Tempos". Sua escolha foi realizada com base em perguntas a 200 destacados intelectuais, políticos, artistas, religiosos, empresários, publicitários, jornalistas, esportistas e militares brasileiros. Segundo votação feita pelo SBT, para o programa "O Maior Brasileiro de Todos os Tempos", obtendo quase 1,3 milhão de votos, Getúlio Vargas chegou a semifinal, onde perdeu para a Princesa Isabel.

### Academia Brasileira de Letras

Posse de Getúlio Vargas como membro da Academia Brasileira de Letras.

Eleito a 7 de agosto de 1941, como terceiro ocupante da cadeira 37 da Academia Brasileira de Letras, cadeira que tem por patrono Tomás Antônio Gonzaga. Foi empossado a 29 de dezembro de 1943, recebido por Ataulfo de Paiva. Substituiu Alcântara Machado e, após sua morte, sua cadeira foi ocupada por Assis Chateaubriand.
Suas principais obras publicadas são as coletâneas de seus discursos e o "Diário":
1. A Nova Política do Brasil, em 11 volumes, que reúne seus principais discursos de 1930 a 1945. Em 1941, quando Getúlio foi eleito para a ABL, seus discursos ocupavam sete desses volumes;
2. As Ideias do Presidente Getúlio Vargas, em 1939, seleção de frases de "A Nova Política do Brasil", organizadas, tematicamente, por Alcides Gentil;
3. As Diretrizes da Nova Política do Brasil, em 1942, que contém trechos selecionados de seus discursos e entrevistas dadas à imprensa internacional;
4. A Política Trabalhista no Brasil, publicado em 1950, que reúne seus discursos feitos de 1945 a 1947;
5. A Campanha Presidencial, que reúne seus discursos eleitorais durante a eleição de 1950;
6. O Governo Trabalhista do Brasil, em 4 volumes, que reúne seus discursos de 1951 a 1954;
7. Diário, em 2 volumes, que abrange o período de 1930 a 1942, publicado em 1997.

## Vida pessoal
Getúlio teve quatro irmãos: Viriato, Protásio, Espártaco e Benjamim (O Bejo).

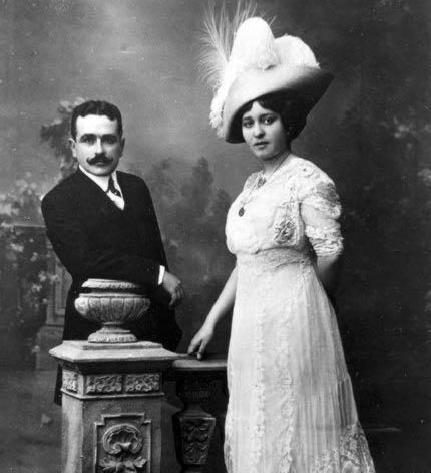
Fotografado com a esposa Darcy Sarmanho Vargas, em 1911, durante o período conhecido como Belle Époque brasileira.

Casou-se, em São Borja, na casa de residência do Tenente Antônio Sarmanho, em 4 de março de 1911, com Darcy Lima Sarmanho, de quinze anos de idade, com quem teve cinco filhos: Lutero Vargas, Getulinho, que morreu cedo, Alzira Vargas, Jandira e Manuel Sarmanho Vargas, o "Maneco" que, em 1997, cometeu suicídio da mesma forma do pai.
Este casamento foi um ato de conciliação, pois as famílias dos noivos eram apoiadoras de partidos políticos rivais na Revolução Federalista de 1893. A família de Darcy Sarmanho era maragato (do Partido Federalista do Rio Grande do Sul) e a de Getúlio ximango (do Partido Republicano Rio-grandense). Sobre maragato não se casar com ximango, Glauco Carneiro, em Lusardo, o Último Caudilho, conta que Thadeo Onar, em entrevista ao autor, explica que a elite política do Rio Grande vinha sendo dividida desde os primórdios da República.
É a tradição política... O pai era libertador, o filho também. As famílias não deixavam casar com quem fosse republicano. Era a tradição, era uma espécie de aristocracia, pois um aristocrata não vai se casar com um plebeu.
— Glauco Carneiro.

Em relação a quem seria a muito comentada amante secreta de Getúlio na década de 1930, Juracy Magalhães, no livro-entrevista autobiográfico Juraci, o último tenente, da Editora Record, 1996, na página 144, dá indicação segura de se tratar de Aimée Sotto Maior, que depois seria "a Senhora De Heeren de fama internacional", dizendo que Luís Simões Lopes lhe dissera que "a bela Aimée fizera boas referências ao meu nome junto ao presidente, mostrando sua gratidão pela maneira que a recebera em Palácio numa hora difícil".

### Religião
Getúlio Vargas declarava-se agnóstico e fora influenciado em sua formação pelo positivismo, do qual Júlio de Castilho, seu mentor na política gaúcha, e seu irmão Protásio Vargas eram adeptos.
Em 1907, quando foi orador de turma na Faculdade Livre de Direito de Porto Alegre, Vargas afirmou que "a moral cristã é contrária à natureza humana". Mas o discurso de Vargas foi mudando ao longo do tempo, uma vez que ele viu na Igreja Católica uma forte aliada para dar o golpe de 1930, que o alçou à presidência da República. A ascensão de Getúlio à presidência, em 1930, representa tanto sua ruptura com as diretrizes positivistas, ideologia que influenciou o Brasil durante a República Velha, quanto a volta da influência do catolicismo no Estado laico.
Por volta de 1930, o segundo cardeal do Brasil, Sebastião Leme, pressionou Getúlio Vargas a reinserir o catolicismo na esfera pública brasileira, como evidencia a carta do cardeal a Getúlio: "ou o Estado […] reconhece o Deus do povo ou o povo não reconhecerá o Estado". Tal atitude levou Getúlio a decretar a introdução do ensino religioso na educação pública no Brasil.

### Perfil
Como castilhista, Getúlio vê a vida pública como missão, e assim sintetizou o seu governo em 1950: "A missão social e política de meu governo não foi ideada pelo arbítrio de um homem, nem por interesses de um grupo; foi-me imposta, a mim e aos que comigo colaboram, pelos interesses da vida nacional, e pelos próprios anseios da consciência coletiva".
Sobre a maneira de ver o serviço público, Luís Vergara, secretário particular de Getúlio de 1928 a 1945, conta, no livro: "Em 1951, quando ele voltou ao governo, vi os serviços da Presidência providos por uma legião de funcionários, me disseram atingir a número superior a duzentos. Ora, o Presidente não gostava de ver no Palácio muita gente. Quando se tornava indispensável trazer mais algum (no período de 1930 a 1945), ele objetava: 'Para que mais funcionários, nós já temos tantos!'".
E sobre o dinheiro público, Luís Vergara conta, a respeito de uma pequena sobra de dinheiro, no final de um exercício financeiro, que "nenhuma despesa era feita sem a sua aprovação e autorização", tendo Getúlio dito: "esse dinheirinho não é meu, nem teu. É do Tesouro. Manda recolher".
Ainda sobre a personalidade de Getúlio, Luís Vergara, relatou também um depoimento do escritor Menotti Del Picchia:
O escritor Menotti Del Picchia depois de uma ligeira conversa (com Getúlio) veio dizer-me que a sua impressão pessoal nesse primeiro contato era de quase perplexidade. Não pudera formar um juízo definitivo sobre o homem, mas sentira que (Getúlio) lhe havia "tirado o retrato": "- Senhor Vergara, para conhecer Getúlio, precisarei vê-lo muitas e muitas vezes. O que mais me impressionou foi o seu olhar. Aparentemente abstrato, parecia estar vendo tudo perto e longe.  Possuía o olhar periférico da mosca e mais uma supervisão das distâncias".
— Luís Vergara.

Um exemplo dessa avaliação detalhada e rápida que Getúlio fazia dos homens é a descrição que fez do Cardeal Eugênio Pacelli (futuro Papa Pio XII) em visita ao Rio de Janeiro, anotada no Diário em 21 de outubro de 1934: "Alto, esguio, ágil, inteligente, culto e discreto, tem uma figura de asceta moderno, muito diferente do tipo bonacheirão da maioria de seus colegas". Já Josino Moraes traz uma visão bastante negativa do governante, ressaltando suas inseguranças, perfil ditatorial e traços violentos de sua família.